# Канада
Кана́да (англ. Canada МФА: [ˈkænədə]о файле; фр. Canada МФА: [kanadɑ]о файле) — государство в Северной Америке, крупнейшее по площади на этом континенте и второе по площади в мире. По численности населения 36-е государство в мире (более 42 млн жителей в августе 2025 года). Плотность населения (4,4 чел. на 1 км²) является одной из самых низких в мире. Омывается Атлантическим, Тихим и Северным Ледовитым океанами, имея самую длинную береговую линию в мире (более 202 тыс. км). Граничит с Соединёнными Штатами Америки на юге и на северо-западе (Аляска) и с Данией (остров Ханс) на северо-востоке, имеет морскую границу с Францией (Сен-Пьер и Микелон) на востоке. Граница Канады и США является самой протяжённой общей границей в мире.
Канада сформировалась в XVII—XIX веках как комплекс французских и британских колоний в Северной Америке и получила независимость в результате мирного процесса, длившегося с 1867 по 1982 год. В настоящее время Канада — федеративная конституционная монархия с парламентской системой правления, входящая в состав Содружества наций; её главой является монарх Великобритании (как король Канады). В состав федерации входят 10 провинций и 3 территории. Федеральная столица — город Оттава, крупнейшие города — Торонто, Монреаль, Ванкувер и Калгари.
Доминирующее место в экономике страны занимает сфера услуг, развиты промышленность (в особенности добывающая), энергетика и сельское хозяйство. Канада входит в число мировых лидеров по экспорту ряда полезных ископаемых, пшеницы, минеральных удобрений и целлюлозно-бумажной продукции. Основной внешнеторговый партнёр — США, на долю которых приходится более 3/4 канадского экспорта.
Канада — двуязычная и многокультурная страна, где английский и французский языки признаны официальными на федеральном уровне. Нью-Брансуик является единственной официально двуязычной канадской провинцией; провинция с преобладающим франкоговорящим населением — Квебек, остальные провинции и территории в основном англоязычны.

## Этимология

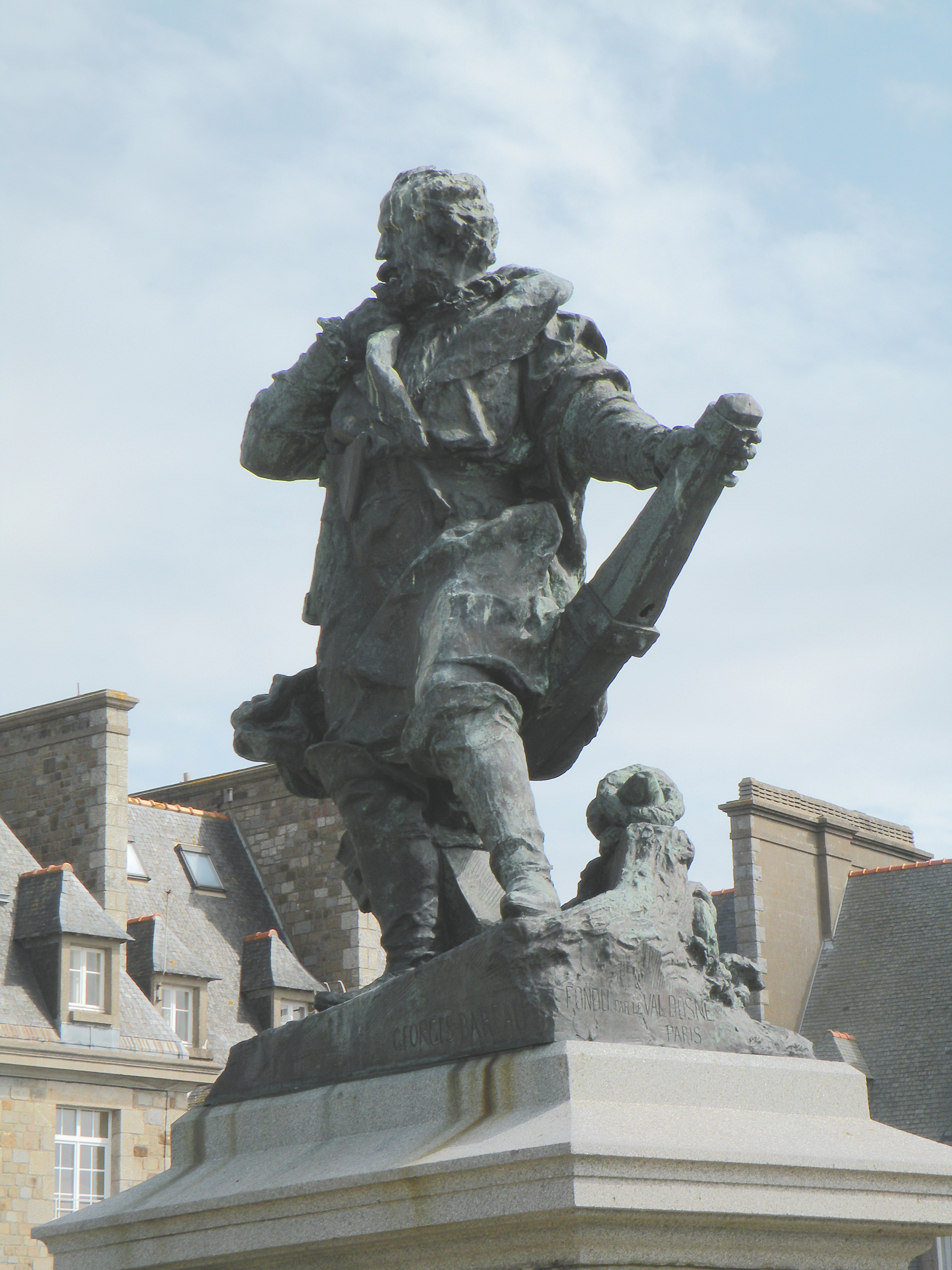
Памятник Жаку Картье, Сен-Мало, Франция

Название Канада происходит от слова kanata, означающего «поселение», «деревня» и «земля», «край» на языке лаврентийских ирокезов, которые зимовали в деревне Стадакона (в окрестностях современного Квебека), — первых индейцев, которых Жак Картье встретил на Гаспе летом 1534 года в их летнем лагере (ср. с минго kanötayë’ «деревня, город» и ононд. ganatáje «город» из других ирокезских языков). В 1535 году жители местности, где ныне располагается город Квебек, использовали это слово, чтобы направить его в деревню Стадакона. Вскоре после экспедиции Картье лаврентийское племя бесследно исчезло. По поводу причин этого существует несколько гипотез, включая завезённые европейцами болезни и завоевание гуронами или Конфедерацией ирокезов, но ни одна из них не подтверждена достоверно.
Картье позже использовал слово «Канада» для обозначения не только этой деревни, но и всей области, находившейся под контролем местного вождя Доннаконы. В 1547 году на первой карте мира, включавшей регионы, обследованные Картье в ходе его второго путешествия, словом «Canada» обозначались земли к северу от реки и залива, впоследствии получивших имя Святого Лаврентия, а начиная с 1550-х годов — и территории к югу от реки. Впоследствии это название, употребляемое в расширительном смысле, стало синонимом понятия «Новая Франция», а затем перешло и на большинство соседних территорий в Северной Америке, управлявшихся Британской империей. После Парижского договора 1763 года, когда Новая Франция перешла под британский контроль, Конституционный акт 1791 года закрепил раздел провинции Квебек на Верхнюю и Нижнюю Канаду, впервые придав названию «Канада» официальный статус. В 1841 году эти провинции снова объединились под общим названием Канада, а в соответствии с Конституционным актом 1867 года его унаследовал новый доминион, кроме одноимённой провинции (разделённой на Онтарио и Квебек) включивший в свой состав атлантические колонии Новую Шотландию и Нью-Брансуик.

## Физико-географическая характеристика

### География

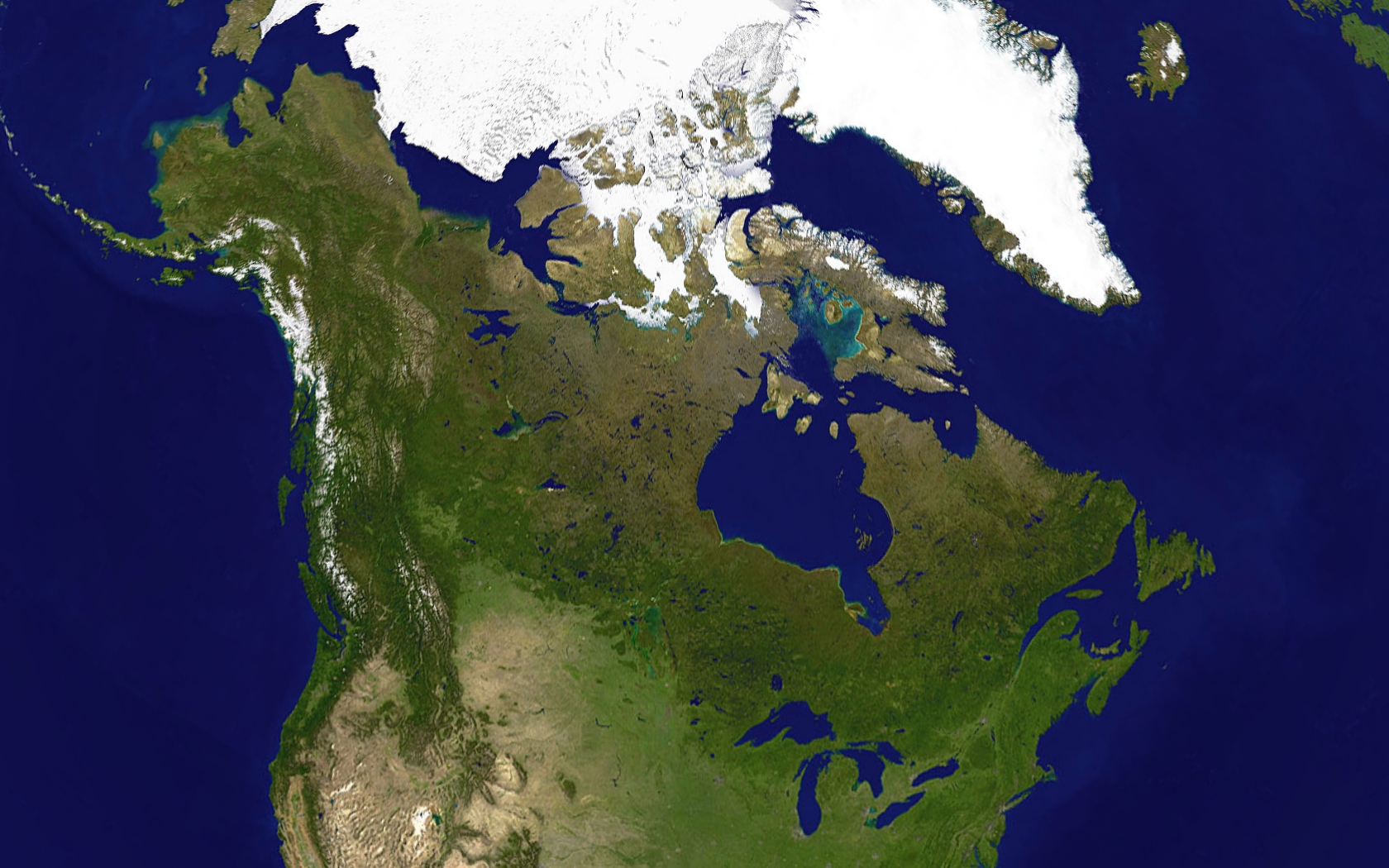
Спутниковый снимок Канады

Канада занимает бо́льшую часть севера Северной Америки. Это вторая по территории страна мира после России. Её общая площадь составляет 9 984 670 км², из которых 9 053 507 км² приходятся на сушу. Территория страны включает более 52 тысяч островов, площадь крупнейшего из которых, Баффиновой Земли, превышает 0,5 млн км². Свыше 27 % общей площади страны расположены севернее границы леса. Канаде принадлежит самое северное постоянное человеческое поселение в мире — Алерт (Нунавут), база Вооружённых сил Канады на северной оконечности острова Элсмир в 817 км от Северного полюса.
Канада протянулась от Атлантического океана (с морями Баффина и Лабрадор) на востоке до Тихого на западе и до Северного Ледовитого океана с морем Бофорта — на севере страны. Наибольшая протяжённость территории страны с востока на запад — 5514 км между мысом Кейп-Спир на острове Ньюфаундленд и границей Юкона с Аляской, а с севера на юг — 4634 км между мысом Колумбия на острове Элсмир и островом Мидл на озере Эри (Онтарио). Протяжённость береговой линии, включая береговую линию островов Канадского Арктического архипелага, превышает 202 тыс. км — наивысший показатель в мире. До июня 2022 года Канада имела сухопутную границу только с одним государством (Соединённые Штаты Америки). Общая длина сухопутной границы между Канадой и США — 8891 км (в том числе 2475 км с Аляской). В июне 2022 года Канада и Дания разделили арктический остров Ханс в Арктике, и таким образом Дания стала второй страной, имеющей сухопутную границу с Канадой (протяжённостью около 1 км). По морю Канада граничит с Францией (Сен-Пьер и Микелон).

### Рельеф и недра

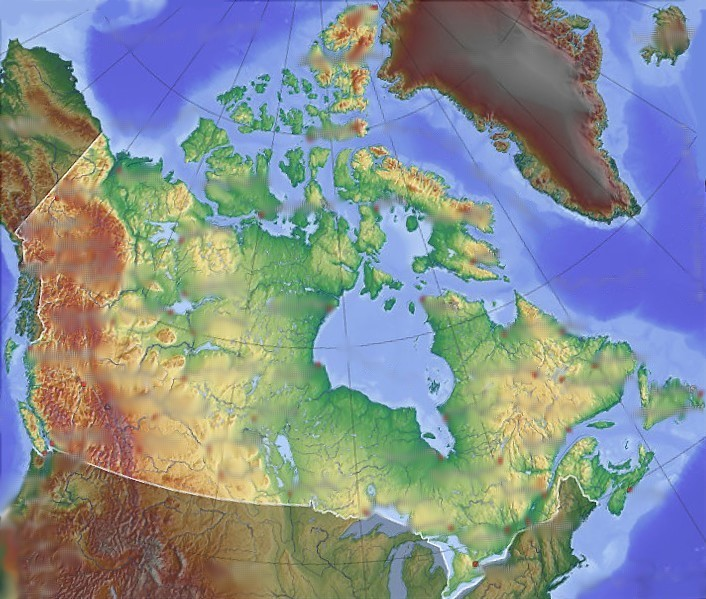
Топографическая карта Канады

Согласно Британской энциклопедии, территория Канады подразделяется на 6 физико-географических зон: Канадский щит, внутренние равнины, низменности Великих озёр и реки Святого Лаврентия, Аппалачи, Западные Кордильеры и Канадский Арктический архипелаг.
Рельеф Канады может быть схематически представлен как обширная депрессия диаметром более 5,2 тыс. км, захватывающая часть территории США. Её ограничивают Кордильеры на западе, Аппалачи на юго-востоке, горы Северного Лабрадора и Баффиновой Земли на северо-востоке и Иннуитские горы на севере. Низменную часть депрессии образует Канадский щит с высотами не более 600 м над уровнем моря; в его наиболее глубокой центральной части расположен Гудзонов залив. Края получившегося «котла» выше на западе, чем на востоке, а на крайнем северо-западе и юге отсутствуют на значительном протяжении контура депрессии.
Канадский щит занимает около половины общей площади страны. Это скальный регион, образованный древними докембрийскими породами и утративший плодородный слой почвы в последнюю ледниковую эпоху. Вокруг Канадского щита располагаются сложенные осадочными породами низменности. Среди них выделяются лежащие к западу от него канадские прерии, простирающиеся от Северного Ледовитого океана на севере до границы США на юге и подножия Скалистых гор на западе. Самая низкая часть прерий, высотами не более 300 м над уровнем моря, расположена на территории провинции Манитоба, равнины Саскачевана имеют высоту над уровнем моря от 450 до 650 м, а равнины Альберты, примыкающие к Скалистым горам, — более 750 м. К юго-востоку от Канадского щита находятся низменности, прилегающие к Великим озёрам и тянущиеся вдоль русла реки Св. Лаврентия к Атлантическому океану. Эти низины, сравнительно небольшие по площади, густо населены и плодородны и характеризуются хорошо развитыми промышленностью и сельским хозяйством.
Канадские Аппалачи — невысокие, сглаженные временем горы, оставшиеся от зоны древней складчатости. Они тянутся от города Квебека на юге долины Св. Лаврентия на северо-восток до полуострова Гаспе, приморских провинций и острова Ньюфаундленд. Максимальные высоты этого региона, изрезанного долинами и на востоке переходящего в плато, достигают 1200 м в его южной части. Западные Кордильеры — система хребтов общей шириной до 800 км, протянувшихся вдоль Тихоокеанского побережья от границы с США до юга территории Юкон. О геологической молодости этих гор свидетельствуют обрывистые склоны и бо́льшие высоты. Так, в Скалистых горах более 30 пиков выше 3000 м (3954 м у горы Робсон), местами встречаются снеговые шапки. Самый высокий из хребтов Западных Кордильер — Береговой хребет. Он включает несколько пиков выше 4500 м, включая высочайшую вершину Канады — Логан в горах Святого Ильи на территории Юкон.
Канадский Арктический архипелаг состоит из тысяч островов к северу от континентальной части Канады. Юго-восточная часть архипелага представляет собой продолжение Канадского щита, а остаток Британская энциклопедия делит на две группы: низменные острова на юге и гористые острова Иннуитской группы (известные также как острова Королевы Елизаветы) на севере. Иннуитские горы — молодое образование, схожее с Кордильерами, и среди них нередки вершины выше 3000 м. Большинство островов этой группы покрыты льдом и снегом, и голые пики только изредка виднеются из-под снежного покрова. Проливы между островами архипелага представляют собой часть Северо-Западного морского пути из Атлантического в Тихий океан.
Канада обладает большими запасами полезных ископаемых. Рудами в первую очередь богата территория Канадского щита, местами ― Западные Кордильеры и Аппалачи, в то время как основные запасы ископаемого топлива разведаны в равнинных районах Западной Канады. Среди месторождений ископаемого топлива выделяются нефтяные месторождения Пембина и Редуотер и нефтегазовое Зама; богаты нефтью районы битуминозных песков в Альберте — Атабаска, Колд-Лейк, Пис-Ривер. Заметные запасы нефти и природного газа разведаны на севере страны (в дельте реки Маккензи и на шельфе моря Бофорта), а также на Атлантическом шельфе близ Ньюфаундленда (Хайберния, Терра-Нова). Главные угольные месторождения Канады располагаются в Северных Аппалачах и предгорьях Скалистых гор. Из рудных минералов Канада обладает большими запасами цинка, вольфрама (2-е место в мире), урана (3-е), свинца (4-е), молибдена, кобальта, титана, железа, никеля, меди, золота и платиновых металлов. В недрах Канады (Саскачеванский калиеносный бассейн) содержится больше половины разведанных мировых запасов калийных солей, её запасы алмазов также одни из крупнейших в мире.

### Климат

Климат Канады (по классификации Кёппена)

Территория Канады разделена между арктическим, субарктическим и умеренным климатическими поясами. Ярко выражена сезонность, развита циклоническая деятельность, выражающаяся в резкой смене погоды. В северной части страны климат напоминает Скандинавию с её холодной зимой и коротким прохладным летом. В центральных степных регионах очень холодная зима сочетается с жарким летом и малым объёмом осадков. Юг Онтарио и Квебека отличают холодные снежные зимы и жаркое, влажное лето. Климат в приморских регионах на востоке и западе смягчают тёплые течения — Гольфстрим и Аляскинское соответственно, а у побережья Ньюфаундленда и Лабрадора, где Гольфстрим встречается с холодным Лабрадорским течением, результатом становятся более низкие температуры и частые туманы. Глубоко вдающийся в сушу Гудзонов залив приводит к проникновению в восточные регионы арктических воздушных масс и в среднем более низким температурам, чем на западе.
Перепад температур между северными и южными регионами страны особенно велик зимой. Так, средняя температура января в Алерте на севере Канадского Арктического архипелага составляет −28,6 °C, а в Уинсоре на юге Онтарио только −0,4 °C. Средняя температура июля различается меньше: в Алерте она составляет 6,1 °C, а в Уинсоре 29 °C. Самая низкая температура за историю наблюдений в Канаде зафиксирована в 1947 году на территории Юкон и составила −63 °C, а рекордно высокая, 49,6 °C, зарегистрирована в июне 2021 года в Литтоне (Британская Колумбия).
На Тихоокеанском побережье господствующие западные ветры несут большой объём влаги, что ведёт к обильным осадкам (до 2500 мм в год и более). В приатлантических районах выпадает от 1000 до 1500 мм осадков в год, а во внутренней части страны объём осадков варьирует от 500 мм на юге до 150 и менее на островах Канадского Арктического архипелага. Снежный покров наблюдается по всей стране, максимальной мощности (610 см) достигая в Скалистых горах и на побережье залива Св. Лаврентия. Наименьшая мощность, менее 25 см в год, характерна для Тихоокеанского побережья, где чаще всего идёт снег с дождём.

### Внутренние воды

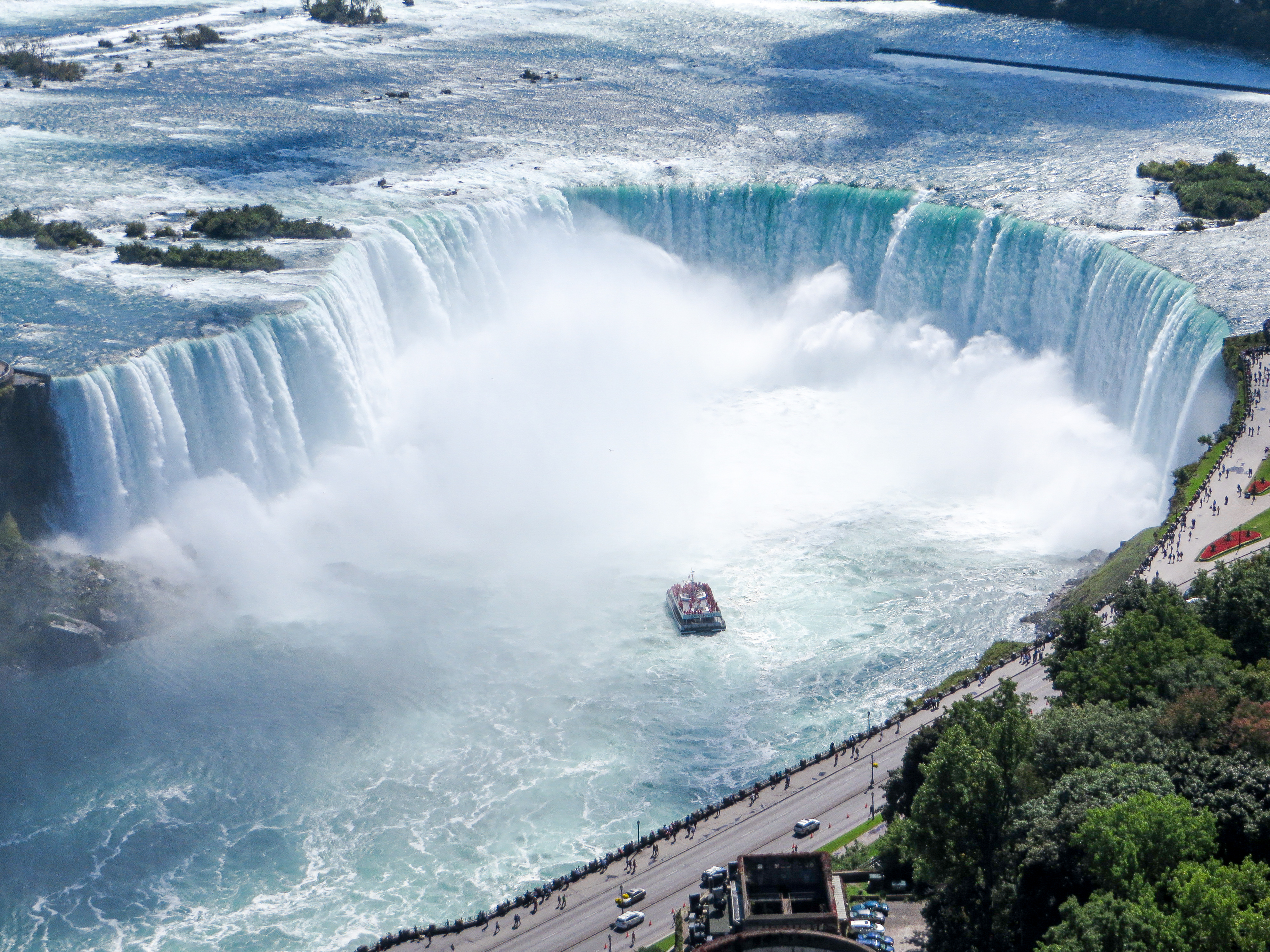
Ниагарский водопад, Онтарио

Ежегодно возобновляемые водные ресурсы страны достигают 2902 км³, или более 90 тыс. м³ в год на каждого жителя. На территории Канады находится около 1/7 общемировых запасов пресной воды, которая большей частью сосредоточена в озёрах и болотах, покрывающих примерно 20 % территории страны. В Канаде расположено 62 % от общемирового числа озёр с площадью поверхности более 0,1 км². Великие озёра, по которым проходит часть границы между Канадой и США, представляют собой крупнейший в мире по площади источник пресной воды. Помимо этого, в Канаде расположены Большое Медвежье и Большое Невольничье озёра на Северо-Западных территориях и озёра Виннипег и Манитоба в провинции Манитоба. Большое Невольничье озеро — самое глубокое в Канаде (глубины до 614 м). При этом наибольшая общая поверхность пресноводных водоёмов в Канаде приходится на провинцию Квебек (176 928 км²).
Около 3/4 территории Канады относится к бассейну Северного Ледовитого океана (в том числе Гудзонова залива и залива Джеймс). Самая длинная река Канады, Маккензи, впадающая в Северный Ледовитый океан, собирает воду с площади в 1,8 млн км². Из рек, впадающих в Атлантический океан, крупнейшая — река Святого Лаврентия, в бассейн которой входит система Великих озёр. В Тихий океан впадают реки Юкон и Колумбия, берущие начало в Канаде; из впадающих в Тихий океан рек, полностью протекающих по территории страны, крупнейшая — Фрейзер.

### Почвы и растительность

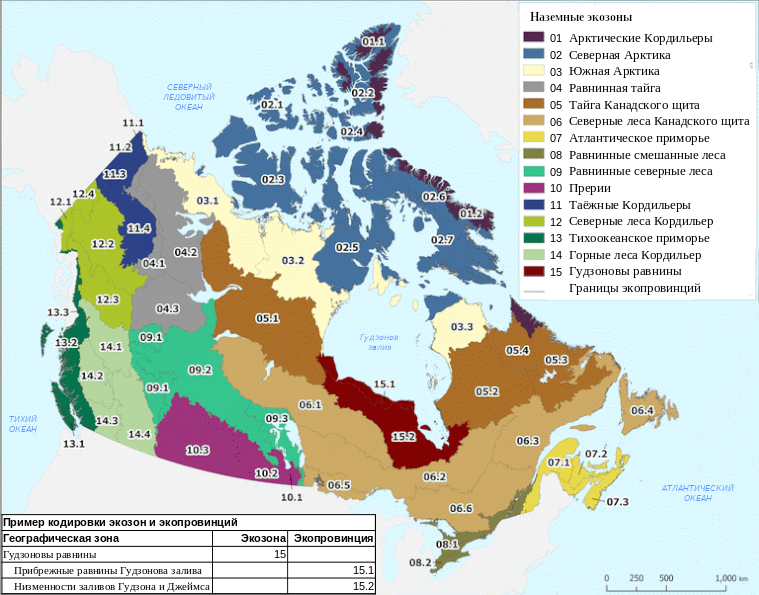
Экозоны и экопровинции Канады

Растительность Канады, представленная лиственным лесом на юге Онтарио, сменяется смешанными лесами и степными зонами (прериями) на более высоких широтах у побережий и в глубине континента. Далее на север она переходит в тайгу, а в приполярных и заполярных регионах в тундру, которую в свою очередь сменяют арктические пустыни и полупустыни крайнего Севера.
В заполярной тундре, в условиях прохладного лета, низкого объёма осадков и короткого вегетационного периода, растительный покров скуден. К северу от 74° с. ш. на высотах от 100 м и более над уровнем моря растительность как правило отсутствует, каменистая поверхность образует полноценную арктическую пустыню. Для низин характерны участки осоково-моховой тундры. В северной тундре наиболее часты подушкообразные растения, обильно встречаются лишайники и мхи, реже — низкорослые стелющиеся кустарнички (ива арктическая, дриада восьмилепестная). Южнее, в приполярной тундре, травянистые растения более разнообразны и чаще встречаются деревянистые кустарники (ива, ольха, берёза железистая), по берегам водоёмов и на крутых склонах достигающие высоты в 2—3 метра. Господствующие почвы — криозёмы и глеезёмы.
Канадская тайга, занимающая обширные пространства южнее тундры, представляет собой второй по занимаемой территории массив ненарушенных лесов в мире, уступая только российской тайге. На севере под таёжными лесами залегают криозёмы, южнее — альфегумусовые, подзолистые и болотные почвы. Видовое разнообразие деревьев канадской тайги невелико. Чаще всего встречаются ель чёрная, ель сизая и берёза бумажная, распространены пихта бальзамическая и лиственница американская. Значительные территории (около 1,3 млн км²) на границе тайги и тундры занимает так называемый таёжный щит — полоса, на которой смешиваются тундровая растительность и северный хвойный лес.
На границе тайги и степей в районе центральных равнин протянулась осиновая лесостепь, характеризуемая преимущественно степной растительностью с группами осин и тополей во влажных низинах и вдоль речных русел. Восточнее границы Онтарио и Манитобы тайга переходит в смешанные леса, достигающие района Великих озёр и Аппалачей. В этом регионе к обычным для тайги видам добавляются сосна веймутова, сосна смолистая, туя западная и тсуга канадская, а из лиственных пород — клён сахарный, клён красный, бук, дуб красный и ясень американский. Основные почвы — оподзоленные бурозёмы.
Канадские прерии — обширные степи на юге провинций Манитоба, Саскачеван и Альберта, а также в равнинной части внутренней Британской Колумбии. Этот регион разделяют на 4 зоны в зависимости от почв. В полупустынных районах Британской Колумбии наиболее распространён житняк колосистый. Наибольшую территорию в сухих регионах юго-западного Саскачевана и юго-восточной Альберты занимает смешанная прерия, где соседствуют засухоустойчивые средневысокие и низкие травы. Ближе к границе тайги, на чернозёмах Альберты и западного Саскачевана, расположена прерия с преобладанием овсяницы, а восточнее — высокотравная, или настоящая, прерия, где господствующими видами являются бородач Жерара и трава-дикобраз (Нesperostipa spartea).
В Скалистых горах высоты от 1200 м до границы леса покрывают субальпийские леса с преобладанием ели сизой, ели Энгельмана и сосны скрученной. Для хребтов, пересекающих засушливое внутреннее плато, характерны открытый лес из осин и сосен Жеффрея с частыми вкраплениями лугов на меньших высотах и псевдотсуга Мензиса и сосна скрученная на бо́льших. Выше границы леса лежит высокогорная тундра, где почву покрывает плотный слой мхов и лишайников и часто встречаются карликовые кустарники. На западных склонах Скалистых гор задерживается влага с Тихого океана и в условиях дождевой тени растёт лучший строевой лес в стране. Основные породы в этом регионе — псевдотсуга Мензиса, тсуга западная и туя складчатая; из лиственных деревьев наиболее часты ольха, тополь волосистоплодный и клёны. Здесь же проходит северная граница ареала земляничного дерева Менциса — единственного аборигенного вечнозелёного лиственного дерева Канады.
Единственный участок лиственного леса в Канаде расположен на крайнем юге страны — на юго-восточном полуострове, вдающемся в систему Великих озёр. Он представляет собой северную оконечность зоны Каролинского леса, в основном находящейся в США. Помимо лиственных деревьев, входящих в смешанные леса, в нём встречаются деревья, характерные для намного более низких широт, — тюльпанное дерево, дуб бархатистый, дуб белый, несколько видов гикори.

### Животный мир

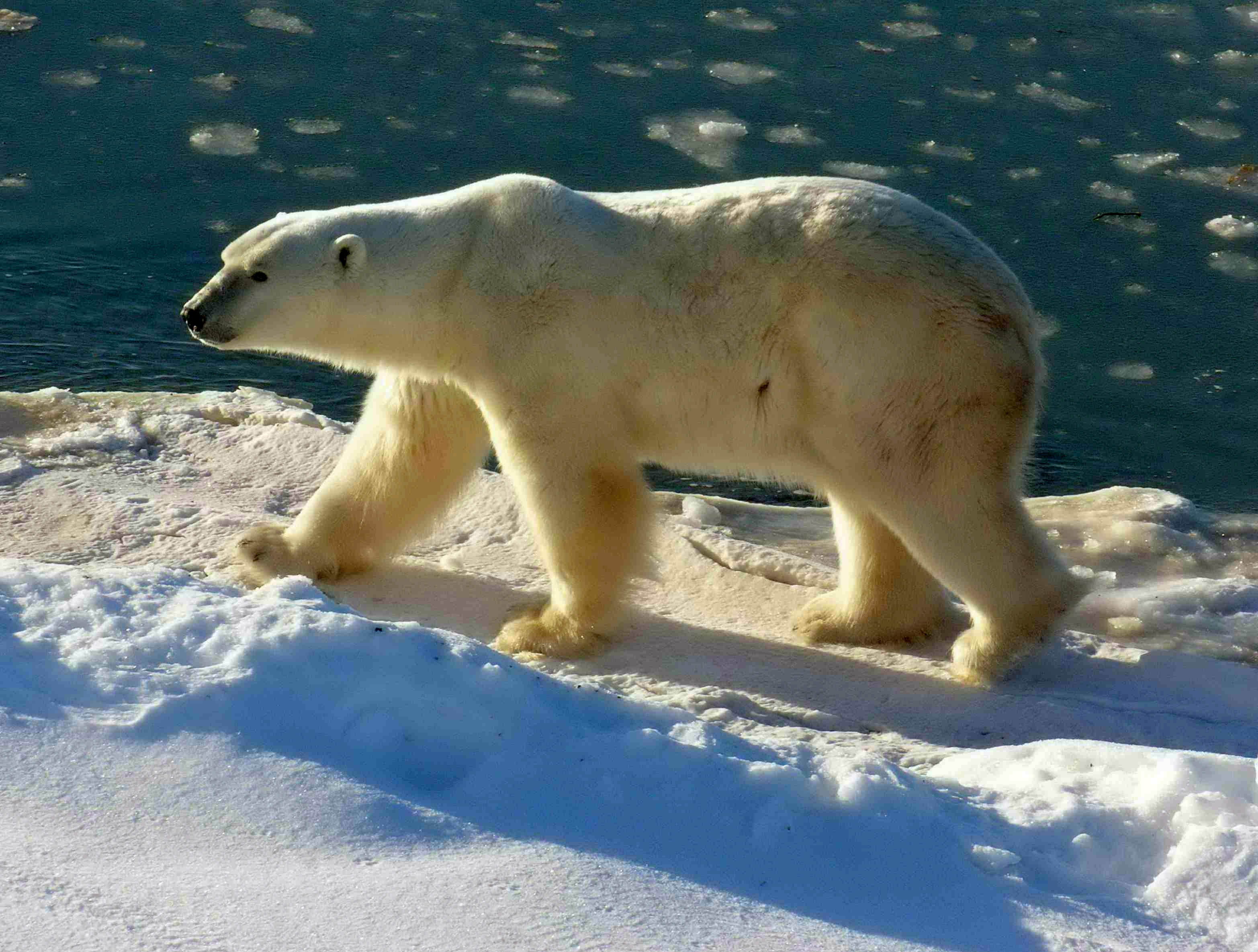
Белый медведь, северная Манитоба

Разнообразие климатических и физико-географических зон Канады влияет на видовой состав её животного мира, насчитывающего более 200 видов млекопитающих, более 470 видов птиц и около 40 видов пресмыкающихся. На арктическом побережье водятся тюлени и охотящиеся на них белые медведи. Другие типичные животные канадской Арктики — мускусный овцебык, северный олень, заяц-беляк, лемминги, из хищников — полярный волк, песец, полярная ласка. Постоянными жителями высоких широт являются белые куропатки и белая сова, этот регион становится местом летнего гнездования для белого гуся и канадской казарки.
В тайге встречаются американский лось, североамериканский дикобраз, канадский бобр, канадская рысь, волк, медведь-барибал, многочисленные виды врановых. На границе тайги и лесостепи и на недавних расчистках распространён белохвостый олень. Мелкие млекопитающие хвойных и смешанных лесов включают обыкновенных белок, норок, енотов-полоскунов, ондатр, скунсов, американских кроликов и лесных сурков, а также разные виды зайцев, мышиных и кротов. На юге Онтарио в 1980-е годы реинтродуцирована дикая индейка, далеко на юг распространился ареал койота, доходящий до окраин Торонто.
В прериях распространены грызуны, включая сусликов, гоферовых и луговых собачек. Ранее широкие ареалы чернохвостого оленя и вилорогой антилопы сокращаются из-за сельскохозяйственного освоения прерий. В западных горах на высокогорье встречаются снежный баран и снежная коза, а в труднодоступных районах сохранились пума и канадский гризли.

### Состояние окружающей среды и экологические рейтинги
К началу XXI века около четверти территории Канады подверглись антропогенному преобразованию. В Южном Онтарио и долине реки Св. Лаврентия, где проживает половина населения страны и расположены крупные города и сельскохозяйственные угодья, естественные флора и фауна в основном исчезли, а озёрные воды подвергаются загрязнению. Большие территории в прериях заняты сельскохозяйственными угодьями и горнодобывающими предприятиями, активная человеческая деятельность может вести к эрозии почв. Сложная экологическая обстановка складывается вокруг крупных городов и промышленных зон в других регионах страны (Садбери, Томпсон, Шеффервилл). Предприятия горнодобывающей промышленности загрязняют окружающую среду выбросами вредных веществ в воздух и сточными водами; в частности, нефте- и газодобывающая промышленность производит четверть всех парниковых газов страны.

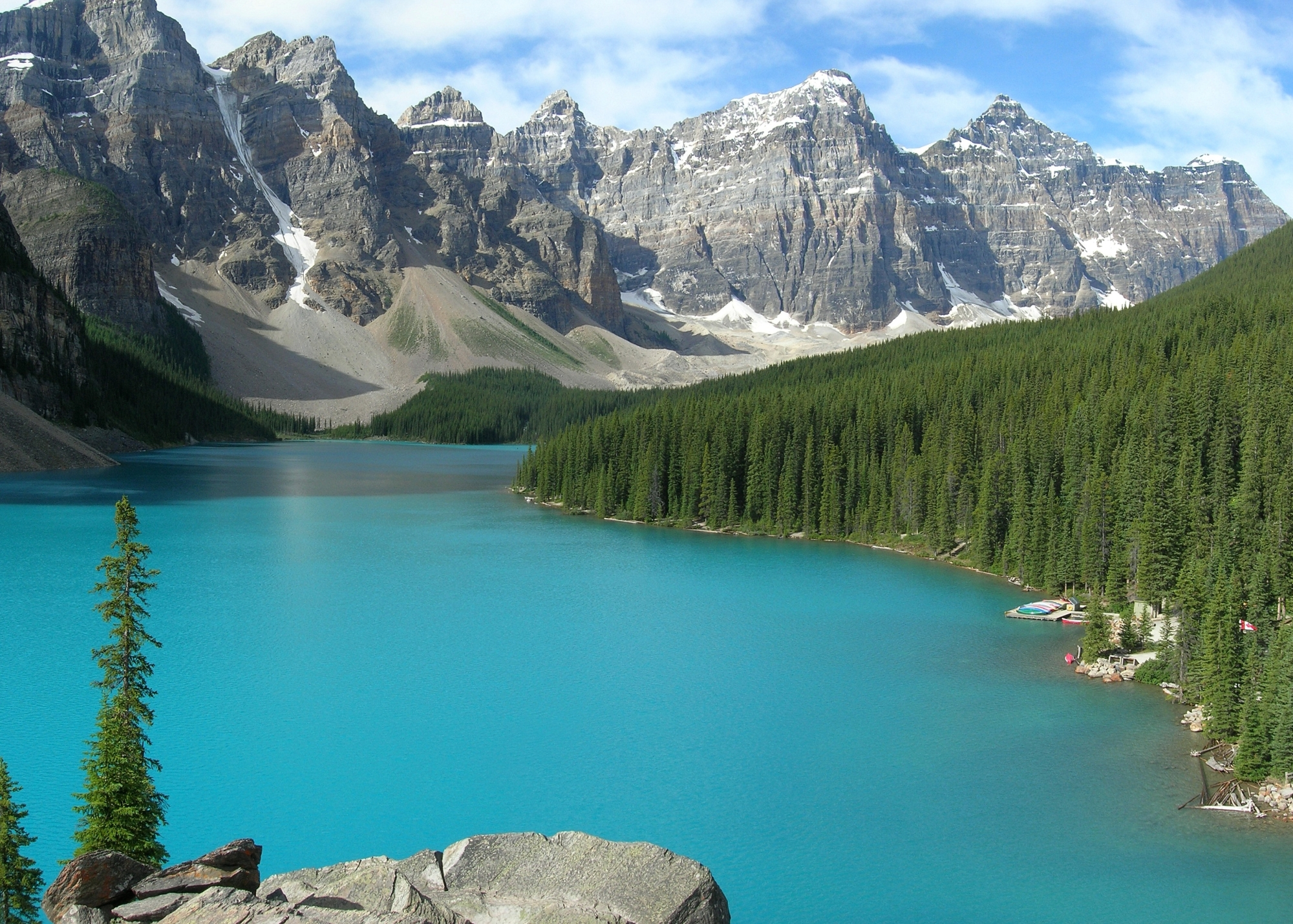
Национальный парк Банф, Альберта

В общей сложности 11,7 % территории Канады (включая внутренние воды) и 8,9 % её территориальных вод занимают охраняемые природные территории; в Британской Колумбии под охраняемые природные территории отведено почти 20 % общей площади провинции. Более 3 % площади страны — 340 тыс. км² — занимают национальные парки и заповедники. Практически во всех национальных парках запрещены добыча полезных ископаемых, лесозаготовки и строительство гидроэлектрических сооружений. Ряд национальных парков Канады или объектов на их территории получил статус объектов Всемирного наследия ЮНЕСКО.
В индексе экологической эффективности, включающем 180 стран мира, Канада в 2020 году занимала 25-е место (в том числе 12-е из 33 стран ОЭСР). Однако в том же году её место в списке стран по индексу человеческого развития значительно ухудшилось (с 16-го до 56-го) после того, как в расчёт индекса была включена оценка «планетарных нагрузок».

## История

### Коренные народы
Начало заселения Северной Америки человеком традиционно связывают с последней ледниковой эпохой — как правило, приход человека датируется примерно 12 тысячами лет назад, но некоторые теории отодвигают его в прошлое на 60 тысяч лет. Археологические исследования подтвердили присутствие человека на севере Юкона с периода примерно 26—27 тысяч лет назад и в южной части провинции Онтарио с 9500 лет назад. Древнейшими памятниками палеоиндейской культуры на территории Канады считаются археологические объекты Олд-Кроу-Флэтс и Блуфиш.
О культурах Северной Америки в период до появления на континенте европейцев можно судить как по устной истории коренных народов, так и по археологическим находкам. Народы доколумбовой Канады характеризовало культурное разнообразие. Так, народы вудлендской культуры (гуроны, ирокезы, алгонкины и другие) вели полуоседлый образ жизни, сочетая охоту с земледелием и торговлей. Некоторые из этих народов отличал высокий уровень политической организации, о котором свидетельствует формирование политических и религиозных союзов. В рамках вудлендской культуры на рубеже новой эры началось производство керамики, были окультурены кукуруза, фасоль, тыква. Культуры Тихоокеанского побережья основывались на рыболовстве, охоте и собирательстве. В рамках этих культур, подобно вудлендской, сформировались сложные политические, социальные и культурные институты. Напротив, народы Крайнего Севера больших политических общностей не образовывали.
Численность коренного населения Канады к моменту первых массовых контактов с европейцами, по разным оценкам, составляла от 200 000 до нескольким более 2 000 000 человек. Королевская комиссия Канады по охране здоровья коренного населения остановилась на оценке в 500 000. Повторявшиеся вспышки таких европейских инфекционных заболеваний, как грипп, корь, оспа, к которым у индейцев не было естественного иммунитета, в сочетании с другими эффектами от контакта с европейцами привели к вымиранию большинства коренного населения. К 1867 году в живых оставалось лишь от 100 до 125 тысяч его представителей, включая инуитов и метисов, культура которых возникла, когда индейцы и инуиты смешивались с европейскими поселенцами.

### Первые посещения европейцами и начало колонизации
Первые европейцы в Северной Америке появились около 1000 года н. э., когда викинги основали поселения на острове Ньюфаундленд, ныне известные по археологическим раскопкам Л’Анс-о-Медоуз. По-видимому, первоначально они враждовали с местным населением, которое известно как скрелинги, но в дальнейшем завязались регулярные торговые отношения. Вскоре, однако, викинги покинули Гренландию и Ньюфаундленд. Следующее известное посещение европейцами Североамериканского континента относится лишь к 1497 году, когда Джон Кабот, искавший Северо-Западный проход для Англии, обследовал побережье Лабрадора, Ньюфаундленда и, возможно, Новой Шотландии. В первые десятилетия XVI века различные португальские моряки продолжали разведку восточного побережья Канады и, вероятно, основали постоянное поселение.

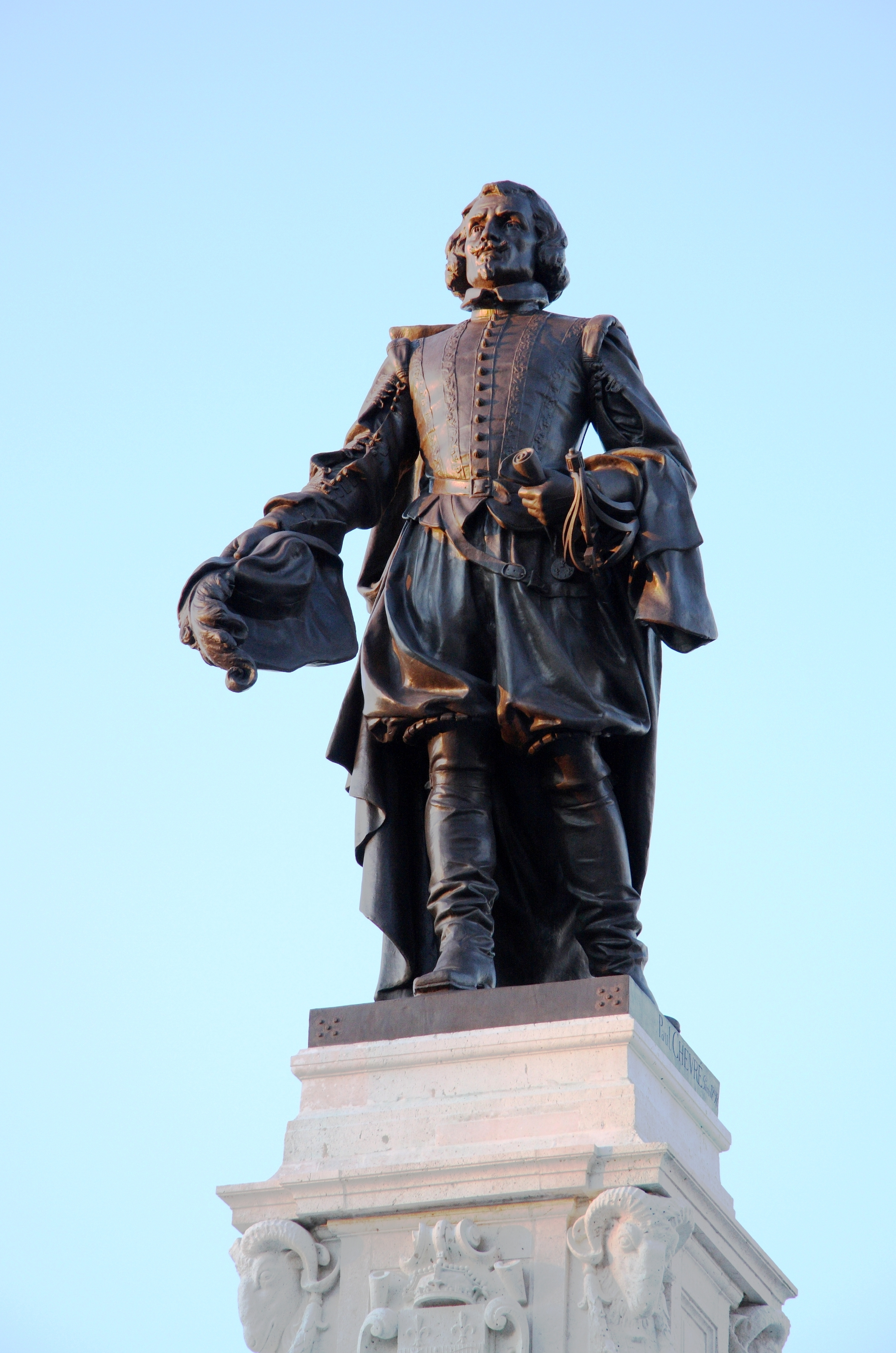
Памятник Самюэлю де Шамплену, Квебек

В 1524 году у берегов Новой Шотландии и Ньюфаундленда побывала экспедиция Джованни Веррацано, флорентийского мореплавателя на французской службе. Спустя 10 лет Жак Картье высадился на полуострове Гаспе, объявив открытые земли собственностью французской короны. Поднявшись по течению реки Святого Лаврентия, французы в 1541 году основали близ индейского селения Стадакона форт Шарльбур-Руаяль, однако затем французская колонизация новых земель прекратилась до конца века. Лишь в 1598 году было основано поселение на острове Сейбл у берегов Новой Шотландии, в 1600 году Тадусак на территории современного Квебека и в 1605 году Пор-Руаяль в Новой Шотландии. В 1608 году Самюэль де Шамплен заложил на реке Святого Лаврентия крепость Квебек, которая должна была контролировать реку и служить центром торговли пушниной с местными народами. Эта крепость стала в дальнейшем центром колонии Новая Франция.
В течение пяти лет после первого контакта с иноземцами половина гуронов региона Великих озёр умерла от болезней, принесённых европейскими поселенцами. Эпидемии продолжали затем распространяться на север и запад континента.

### Франко-английское соперничество
Первоначально развитие Новой Франции было доверено частным компаниям, однако оно шло слишком медленно. К 1663 году численность европейского населения колонии немногим превосходила 3000 человек, из которых почти половину составляли люди, родившиеся уже в Америке. Тесные торговые отношения с гуронами, установленные французскими поселенцами, не включали продажу огнестрельного оружия; в результате к концу 1840-х годов вооружаемые голландцами ирокезы нанесли ряд тяжёлых поражений гуронам, сведя их влияние в регионе к нулю.
В 1663 году король Людовик XIV уравнял Новую Францию в статусе с европейскими провинциями Франции. В Америку были направлены войска, принудившие враждебные ирокезские племена к миру, было развёрнуто строительство фортификационных сооружений, власти начали поощрять переезд в Новый Свет молодых девушек, что уже в первые 20 лет привело к серьёзному росту населения. К 1670 году в состав Новой Франции влилась Акадия — французская колония на территории современных Нью-Брансуика и Новой Шотландии. Возобновилось продвижение французских землепроходцев и торговцев, известных как вояжёры, вглубь континента. Многие из них обживали новые места и брали в жёны местных женщин, что привело впоследствии к формированию новой этнической общности — канадских метисов.
Одновременно с французской колонизацией Северной Америки шла английская. Уже в 1583 году Хемфри Гилберт заявил права английской короны на побережье Ньюфаундленда в районе современного города Сент-Джонс, рассматривая его как базу для рыболовецкого промысла. В 1629 году Дэвид Керк с братьями захватил крепость Квебек, вернувшуюся под французский контроль только через три года. В 1670 году была учреждена Компания Гудзонова залива, получившая в собственность земли вокруг залива, и Новая Франция оказалась зажата между владениями соперничающих держав на юге и на севере.

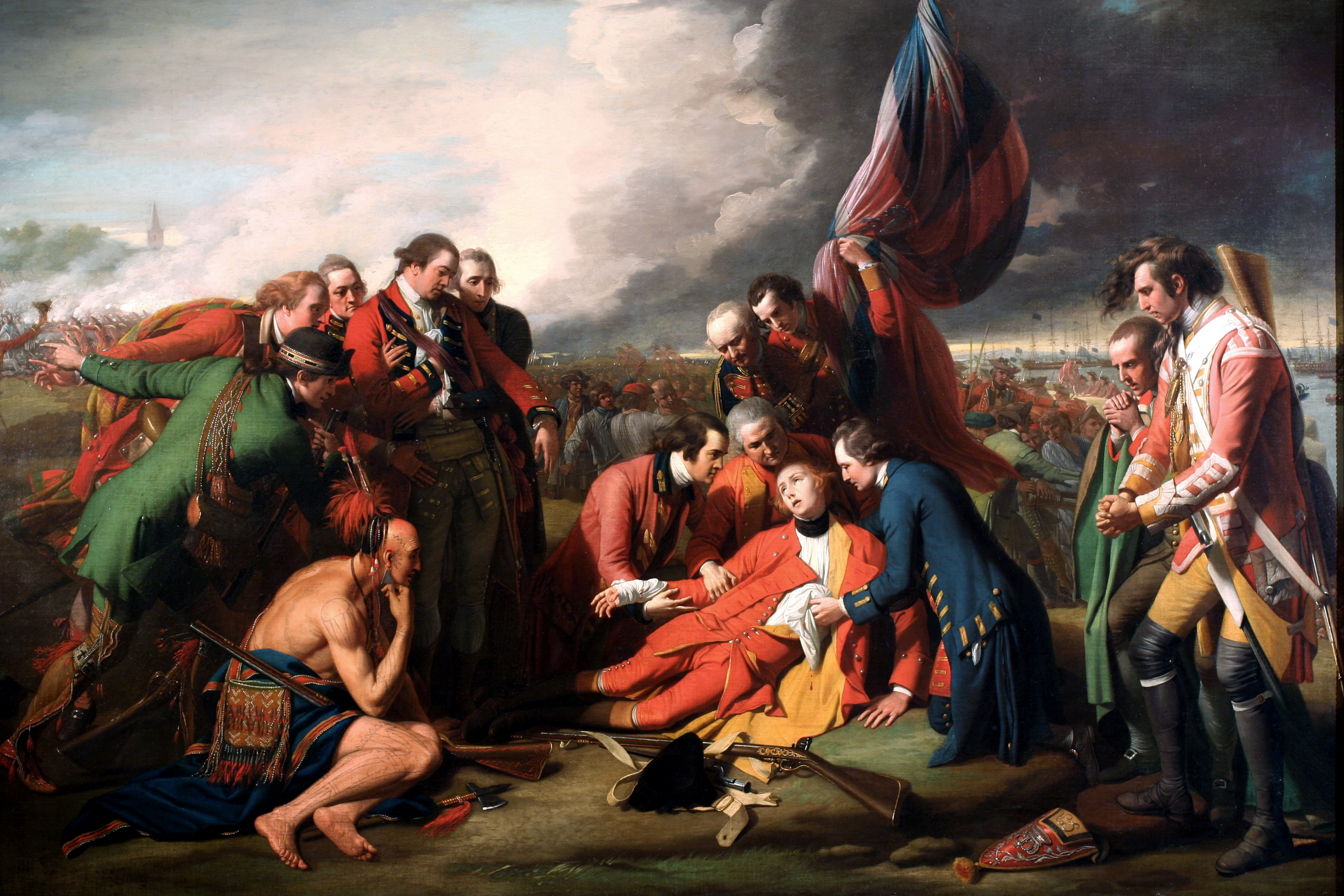
Б. Уэст. «Кончина генерала Вольфа» (1770). На картине изображён эпизод битвы при Квебеке 1759 года

Конкуренция за рынок пушнины вскоре переросла в открытую войну. Новая попытка англичан захватить Квебек в 1690 году провалилась, а к 1700 году Луи де Фронтенак почти полностью вытеснил их из окрестностей Гудзонова залива. Однако эти успехи оказались недолговечны: в рамках уступок по итогам Войны за испанское наследство (в Северной Америке известной как Война королевы Анны) Франция отказалась от претензий на Гудзонов залив, утратила Акадию и позиции на Ньюфаундленде. В дальнейшем конфликт возобновился как часть Войны за австрийское наследство, а затем Семилетней войны, североамериканский театр действий которой в английской литературе известен как Война с французами и индейцами. На первом этапе этой войны, в 1757 году, успех сопутствовал французам, имевшим более боеспособные силы, но в дальнейшем огромный численный перевес (миллион поселенцев в Северной Америке против 70 тысяч французов и нескольких тысяч их индейских союзников) и грамотные действия командиров английской стороны склонили чашу весов в её сторону. В 1760 году генерал Амхерст осадил Монреаль, заставив Новую Францию капитулировать.
По условиям Парижского договора 1763 года все французские владения к северу от Миссисипи, за исключением островов Сен-Пьер и Микелон, перешли под власть англичан. Те преобразовали новые территориальные приобретения в провинцию Квебек. Принятый спустя 11 лет Акт о Квебеке закрепил за католической церковью и землевладельцами-сеньорами ряд привилегий на территории колонии, дал католикам право занимать публичные должности и официально признал использование французского языка и французского гражданского права.

### Английский период: Верхняя и Нижняя Канада
В середине 1770-х годов началась Американская революция. Уже в начале активных боевых действий революционные войска вторглись в колонию Квебек, заняв Монреаль и атаковав город Квебек и порты на Атлантике. К лету 1776 года они были отброшены в Нью-Йорк, но успехи повстанцев в других регионах заставили более 40 000 британских лоялистов эмигрировать в Новую Шотландию и Квебек. Их стремление жить под властью английской короны вступало в противоречие с условиями Акта о Квебеке, по которому колонии были дарованы собственные законы. В результате в 1791 году Конституционным актом Квебек был разделён на две провинции с разными законами, но общей британской конституцией и системой административного управления, сочетавшей верховную власть назначаемого метрополией генерал-губернатора с наличием представительных законодательных органов. Новые провинции получили названия Верхней (с англоязычным большинством) и Нижней Канады (с франкоязычным). До этого, в 1784 году, из состава Новой Шотландии была выделена новая провинция Нью-Брансуик, основу населения которой составили переселенцы-лоялисты.
На границе между США и британскими провинциями в Северной Америке затем развернулись основные события Англо-американской войны 1812—1814 годов. Эта война способствовала формированию национального самосознания у населения Канады, боровшегося против неприятельского вторжения. По окончании войны серия соглашений привела к установлению долгого мира между Канадой и США. В 1815 году началась массовая иммиграция в Канаду с Британских островов, продолжавшаяся 40 лет.
В 1837—1838 годах отсутствие у представительных органов реальной власти, в Нижней Канаде усугубляемое межэтнической напряжённостью и общим обнищанием крестьянской части населения, привело к восстаниям в Нижней и Верхней Канаде. Восстания были подавлены, некоторые их участники казнены или отправлены на каторгу, а их лидеры Луи-Жозеф Папино и Уильям Лайон Маккензи бежали в США (впоследствии оба были помилованы и вернулись в Канаду).

### Провинция Канада
После подавления восстаний 1837—1838 годов по рекомендации генерал-губернатора лорда Дарема британское колониальное правительство решило снова объединить Верхнюю и Нижнюю Канады. Это должно было создать условия для ассимиляции франкоязычного населения за счёт усиления влияния английской культуры. Отчёт Дарема рекомендовал также предоставить колониям ответственное правительство, но этими рекомендациями вначале пренебрегли, и в Акте о Союзе 1840 года было реализовано только предложение об объединении. В законодательном собрании объединённой провинции Верхняя и Нижняя (отныне Западная и Восточная) Канады получали равное представительство вне зависимости от количества жителей. Планы ассимиляции Восточной Канады, однако, завершились неудачей. Спустя несколько лет в объединённом парламенте франкоязычные политики-реформисты во главе с Луи-Ипполитом Лафонтеном заключили союз с реформистами Западной Канады и добились введения в Канаде ответственного правительства. С этого момента создание правительственного кабинета в Канаде стало невозможным без поддержки депутатов от Восточной Канады, получивших таким образом возможность влиять на политику всей провинции.
В 1846 году США и Соединённое королевство договорились о провозглашении 49-й параллели границей, разделяющей США и запад Британской Северной Америки. В 1840—1850-е годы Великобритания основала новые колонии на Тихоокеанском побережье Северной Америки — Ванкувер на одноимённом острове и Британскую Колумбию.
Между тем в метрополии росла поддержка идей свободной торговли и реформы колониальной империи. К 1846 году были отменены протекционистские Хлебные законы, защищающие от пошлин товары из колоний. Потеряв британский рынок, Канада в 1854 году подписала договор о свободной торговле с США, и рост объёмов торговли привёл к экономическому буму в объединённой провинции. Однако действие договора закончилось десятилетие спустя, во время Гражданской войны в США. События к югу от границы также создавали для британских колоний в Северной Америке военную угрозу. Стремление обезопасить свои границы и необходимость искать новые пути поддержания экономического роста привели политиков Канады к решению о необходимости объединения всех североамериканских колоний.

### Канадская конфедерация

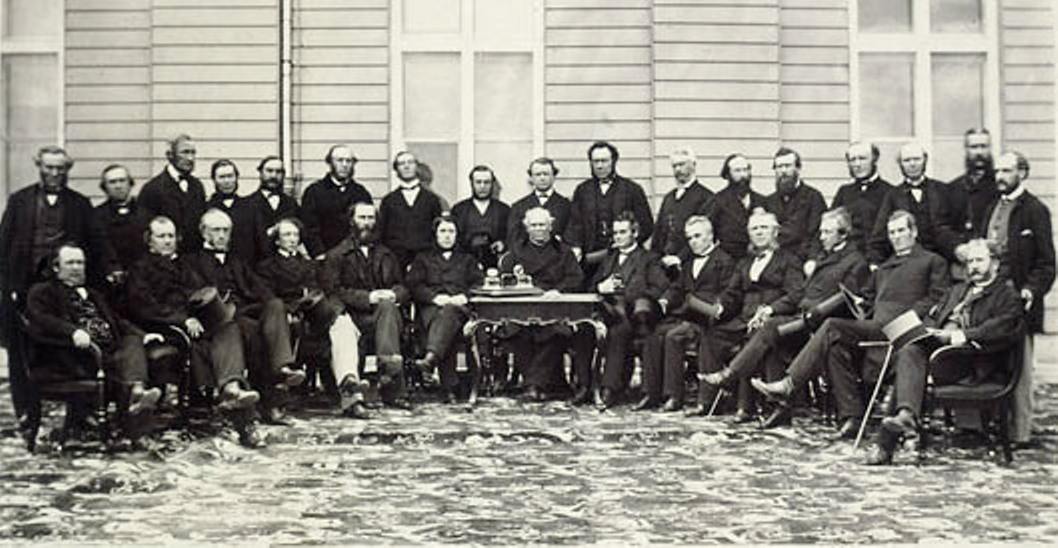
Делегаты Квебекской конференции (1864)

На Шарлоттаунской и Квебекской конференциях 1864 года и Лондонской конференции 1866 года были выработаны условия объединения трёх колоний — Канады, Новой Шотландии и Нью-Брансуика — в новое государство. Акт о Британской Северной Америке, вступивший в силу 1 июля 1867 года, провозглашал создание доминиона под названием Канада, разделённого на четыре провинции: Онтарио, Квебек, Нью-Брансуик и Новая Шотландия. Однако территория новой страны продолжала расширяться за счёт включения других земель. Вскоре правительство выкупило у Компании Гудзонова залива права на обширную Землю Руперта — территорию вокруг Гудзонова залива — и присоединило её к Канаде как Северо-Западную территорию. В начале 1870-х годов договоры о вхождении в состав доминиона были подписаны с Британской Колумбией (с 1866 года включавшей бывшую колонию Ванкувер) и Островом Принца Эдуарда.
Присоединение к Канаде Земли Руперта натолкнулось на сопротивление франкоязычных метисов, живших в общине Ред-Ривер на юге этой территории. Их лидер Луи Риэль организовал вооружённое сопротивление канадским властям. В результате в 1870 году из состава Северо-Западной территории была выделена небольшая провинция Манитоба, в которой особый статус получали французский язык и католические школы. Кроме того, с целью обеспечить заселение центральной части страны правительство Канады с 1871 года начало подписание договоров с местными индейскими племенами, в рамках которых те отказывались от своих традиционных земель за плату и определённые привилегии. В дальнейшем многие обещания, данные в рамках этих договоров, остались невыполненными, а правительство взяло курс на ассимиляцию коренных народов.
Чтобы укрепить связи между востоком и западом федерации, канадское правительство организовало строительство Тихоокеанской железной дороги и начало предпринимать меры по поощрению заселения прерий в центре страны. Эти планы столкнулись с сопротивлением коренных народов. На реке Саскачеван вспыхнуло новое восстание метисов под руководством Риэля; одновременно выступили против федерального правительства и некоторые индейские племена прерий, которым грозил голод из-за уничтожения бизоньих стад. Восстания, однако, были подавлены правительством Дж. А. Макдональда, а Риэль казнён.
Программа освоения прерий принесла плоды к началу XX века. Население Северо-Западной территории и Манитобы (территория которой была расширена на запад и север в 1881 году) превысило 400 тысяч человек в 1901 году и 1,3 млн человек десятилетие спустя. Население Северо-Западной территории, недовольное статусом провинции, требовало введения ответственного правительства, и в 1905 году между Манитобой и Скалистыми горами были созданы две новые провинции — Саскачеван и Альберта, протянувшиеся от границы с США до 60° с. ш. В 1880 году Великобритания официально передала Канаде права на все свои оставшиеся владения в американской Арктике. В 1898 году, когда из-за Клондайкской золотой лихорадки резко возросло население округа Юкон, входившего в состав Северо-Западной территории, федеральное правительство решило предоставить ему статус отдельной территории.

### Суверенная Канада

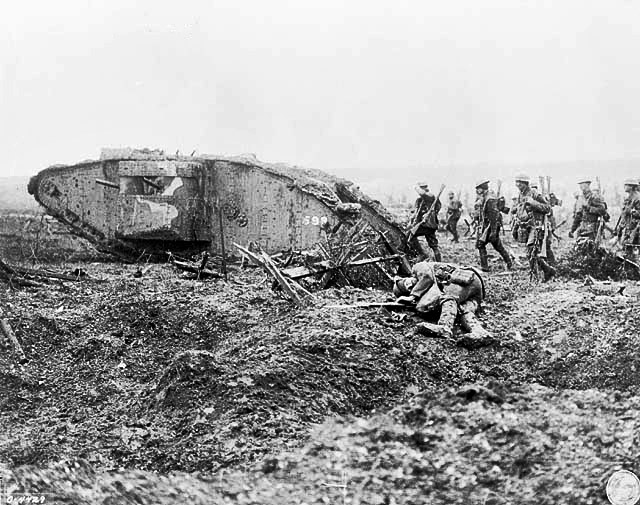
Атака канадского танка и солдат в битве при Вими (1917)

Пришедшее к власти в 1890-е годы либеральное правительство Уилфрида Лорье взяло курс на переход от статуса доминиона («старшей» колонии) к полному суверенитету, отказавшись от участия в проекте «имперской федерации». Несмотря на это, около 7000 канадских солдат приняли в начале XX века участие в англо-бурской войне в Африке на стороне Великобритании, а в Первую мировую войну Канада вступила автоматически одновременно с Великобританией. Первые канадские войска, отправленные на европейский фронт, состояли преимущественно из волонтёров. На основе этих сил была сформирована 1-я Канадская дивизия, впервые участвовавшая в боевых действиях в ходе битвы при Ипре в 1915 году. Созданный в дальнейшем Канадский экспедиционный корпус прославился в битве при Вими 1917 года. Однако в том же году большие потери во фронтовых частях заставили правительство Канады, несмотря на сопротивление квебекцев, ввести всеобщую воинскую обязанность.
В общей сложности в войне участвовали 625 тысяч канадских военнослужащих, из которых 60 тысяч погибли и 173 тысячи получили ранения. Успехи канадских войск на фронте и важная роль, сыгранная страной в организации военных поставок, вывели её из ряда колоний в число государств-победителей. Подпись премьер-министра Бордена стояла под Версальским договором 1919 года, а в Лигу Наций Канада была принята как полноправный член, независимо от Великобритании. В 1931 году Вестминстерский статут официально вывел Канаду и другие доминионы из-под юрисдикции британского парламента, закрепив их статус как суверенных государств, объединяемых только общим монархом.
Во внутренней политике в послевоенные годы активизировались рабочие и фермерские движения, в 1919 году вылившиеся в 6-недельную всеобщую забастовку. В 1929 году Великая депрессия особенно сильно ударила по Канаде, хозяйство которой во многом зависело от сырьевых отраслей. Кризис усугубила тяжёлая засуха в центральных провинциях. Среди безработных усилились революционные настроения, участники левых демонстраций вступали в драки с полицией. Шаги по оздоровлению экономики и общества, предпринятые в середине 1930-х годов, включали широкие социальные реформы и подписание нового договора о свободной торговле с США.
С 1936 года правительство Канады поддерживало курс Великобритании и Франции на умиротворение нацистской Германии. Завися от поддержки Квебека, премьер-министр Маккензи Кинг избегал ясной позиции в отношении потенциального военного конфликта с Германией. 10 сентября 1939 года парламент Канады почти единогласно проголосовал за вступление в войну, но правительство поначалу обещало воздержаться от всеобщего призыва. Ситуация изменилась в 1940 году после капитуляции Франции и вытеснения британских войск из континентальной Европы. Корабли Королевского канадского ВМФ охраняли трансатлантические морские конвои, а канадские лётчики сражались в Битве за Британию. Ограниченный контингент канадских солдат участвовал в 1941 году в обороне Гонконга, а в ходе национального плебисцита 1942 года 2/3 населения Канады одобрили введение всеобщей воинской обязанности. Вскоре после этого канадцы составили основу войск, участвовавших в неудачном десанте в Дьепе. С июля 1943 года канадские войска вели бои на Сицилии и в Италии, а в июне 1944 года играли важную роль в высадке в Нормандии. Тяжёлые потери к осени 1944 года заставили правительство Канады усилить сухопутные войска в Европе призывниками, что едва не привело к падению кабинета М. Кинга. В общей сложности в боевых действиях приняли участие более миллиона канадцев, из которых 42 тысячи погибли и 54 тысячи получили ранения.
В военные годы продолжалось расширение государственных программ социальной поддержки. В частности, в 1940 году была принята программа федеральных пособий по безработице, а в 1944 году введены пособия для многодетных семей. Авторитет Канады, как страны, внёсшей заметный вклад в победу антигитлеровской коалиции, снова вырос на международной арене, и она принимала активное участие в создании ООН.

### Послевоенный период

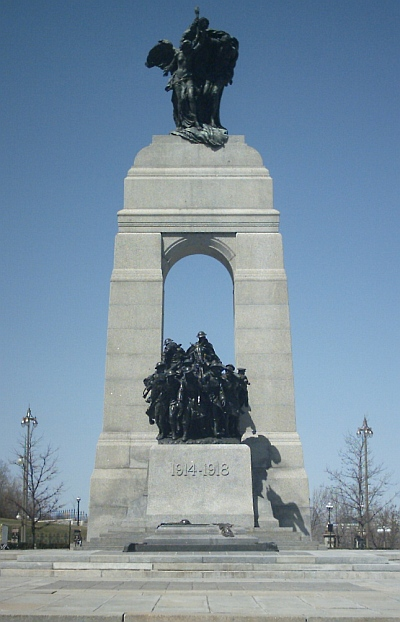
Национальный военный мемориал, Оттава

После Второй мировой войны продолжилось развитие институтов канадской государственности. В 1947 году было введено канадское гражданство, а в 1949 году Верховный суд Канады официально стал её высшей судебной инстанцией. В том же году в состав конфедерации по итогам национальных референдумов вошёл доминион Ньюфаундленд. Генерал-губернатором Канады впервые стал уроженец страны — Винсент Мэсси. Период с 1945 по 1960 год считается «золотым веком канадской дипломатии»: хотя в 1949 году страна вошла в число учредителей военного блока НАТО, на международной арене она играла роль государства-посредника, способствуя ослаблению международной напряжённости. На посту председателя Генеральной Ассамблеи ООН канадский дипломат Лестер Пирсон способствовал завершению Корейской войны, а позже сыграл ключевую роль в организации миротворческих сил ООН, за что был удостоен Нобелевской премии мира.
Канадская экономика в первые послевоенные десятилетия переживала расцвет. Происходила диверсификация производства, в котором к традиционным отраслям добавлялись новые, наукоёмкие, находка залежей полезных ископаемых на Ньюфаундленде и Лабрадоре способствовала развитию горнодобывающей промышленности. В канадскую экономику активно инвестировались американские капиталы, а канадские товары обрели надёжный рынок сбыта в США. Этнический состав и социальная структура канадского общества менялись в результате массовой иммиграции, в первую очередь из стран Южной Европы, достигшей пикового значения (282 тысячи человек) в 1957 году. После того как Л. Пирсон стал премьер-министром в 1960-е годы, была продолжена политика социальных реформ, в рамках которой учреждены национальная программа медицинского обслуживания и Канадская пенсионная программа — национальный институт социального страхования.
Послевоенные правительства предпринимали шаги по улучшению положения коренных народов, среди представителей которых бедность и болезни были обычным явлением. Жителям резерваций предоставлялись более качественная медицинская помощь и образование, в 1960 году они получили избирательные права. В 1969 году равный с английским официальный статус в Канаде получил французский язык. В то же время усилились сепаратистские настроения в Квебеке, совпавшие с периодом социальных и экономических реформ в провинции, известных как Тихая революция. Во время Октябрьского кризиса 1970 года радикальный Фронт освобождения Квебека похитил британского дипломата и провинциального министра труда П. Лапорта, который позже был убит. Федеральному правительству пришлось ввести военное положение, около 500 активистов были арестованы, хотя обвинительных приговоров оказалось сравнительно мало. Референдум о независимости Квебека 1980 года завершился поражением сепаратистов.
В 1982 году состоялась патриация канадской конституции, после чего британские власти утратили юрисдикцию над вопросами отношений федерального центра и провинций Канады. Первой частью новой конституции стала Канадская хартия прав и свобод. Федеральное правительство пыталось достичь долгосрочных соглашений с провинциальными, в особенности в Квебеке, но попытки подписания конституционных документов на конференциях на озере Мич (1987) и в Шарлоттауне (1992) не достигли успеха. В 1995 году на втором референдуме о независимости Квебека противники отделения победили лишь с минимальной разницей. Позже, однако, экономическое благополучие и дальнейшие уступки федеральных властей ослабили позиции квебекского сепаратизма. Одновременно правительству удалось договориться о предоставлении самоуправления инуитам Северо-Восточной Канады, и в 1999 году была образована территория Нунавут.
В 1992 году правительство Б. Малруни подписало договор о создании Североамериканской зоны свободной торговли. В начале XXI века канадская экономика, в частности благодаря росту цен на энергоносители, снова пережила период подъёма, в результате чего курс канадского доллара в 2007 году впервые более чем за 30 лет сравнялся с американским. В дальнейшем рост замедлился из-за мирового экономического кризиса. Продолжалась либерализация общества: в 2005 году Канада стала четвёртым государством в мире и первым за пределами Европы, легализовавшим однополые браки, а в 2018 году было легализовано рекреационное употребление марихуаны.

## Население

### Демография
По данным переписи населения 2021 года, в Канаде проживал 36 991 981 человек — на 5,2 % больше, чем в 2016 году. В марте 2024 года оценочная численность жителей страны превысила 41 миллион. По численности населения Канада занимает 38-е место в мире, а её плотность населения (около 4,4 человека на 1 км²) — одна из самых низких в мире.
| 1605        | 1608        | 1620        | 1622        | 1628        | 1629        | 1641        | 1653        | 1663        | 1666        | 1667        | 1668        |
| ----------- | ----------- | ----------- | ----------- | ----------- | ----------- | ----------- | ----------- | ----------- | ----------- | ----------- | ----------- |
| 44          | ↘28         | ↗602        | ↘32         | ↗76         | ↗117        | ↗240        | ↗2000       | ↗2500       | ↗3215       | ↗3918       | ↗6282       |
| 1673        | 1675        | 1676        | 1680        | 1681        | 1683        | 1685        | 1686        | 1688        | 1692        | 1695        | 1698        |
| ↗6768       | ↗7832       | ↗8415       | ↗10 679     | ↘9677       | ↗10 251     | ↗12 263     | ↗13 258     | ↘11 562     | ↗12 808     | ↗13 688     | ↗17 832     |
| 1706        | 1707        | 1712        | 1713        | 1714        | 1716        | 1718        | 1719        | 1720        | 1721        | 1722        | 1723        |
| ↘16 417     | ↗18 688     | ↘18 440     | ↘18 119     | ↗20 737     | ↘20 531     | ↗22 983     | ↘22 530     | ↗24 534     | ↗24 951     | ↗25 053     | ↗26 479     |
| 1724        | 1726        | 1727        | 1730        | 1732        | 1734        | 1736        | 1737        | 1739        | 1754        | 1760        | 1763        |
| ↗26 710     | ↗29 396     | ↗30 613     | ↗33 682     | ↗35 164     | ↗37 716     | ↗39 063     | ↗126 943    | ↘42 817     | ↗55 009     | ↗70 000     | ↗78 880     |
| 1765        | 1775        | 1784        | 1790        | 1806        | 1814        | 1825        | 1827        | 1831        | 1848        | 1851        | 1861        |
| ↗89 749     | ↗90 000     | ↗166 012    | ↗191 311    | ↗391 899    | ↗430 000    | ↗692 930    | ↗774 279    | ↗792 226    | ↗1 557 434  | ↗2 414 519  | ↗3 174 442  |
| 1867        | 1868        | 1869        | 1870        | 1871        | 1872        | 1873        | 1874        | 1875        | 1876        | 1877        | 1878        |
| ↗3 463 000  | ↗3 511 000  | ↗3 565 000  | ↗3 625 000  | ↗3 689 000  | ↗3 754 000  | ↗3 826 000  | ↗3 895 000  | ↗3 954 000  | ↗4 009 000  | ↗4 064 000  | ↗4 120 000  |
| 1879        | 1880        | 1881        | 1882        | 1883        | 1884        | 1885        | 1886        | 1887        | 1888        | 1889        | 1890        |
| ↗4 185 000  | ↗4 255 000  | ↗4 324 810  | ↗4 375 000  | ↗4 430 000  | ↗4 487 000  | ↗4 537 000  | ↗4 580 000  | ↗4 626 000  | ↗4 678 000  | ↗4 729 000  | ↗4 779 000  |
| 1891        | 1892        | 1893        | 1894        | 1895        | 1896        | 1897        | 1898        | 1899        | 1900        | 1901        | 1902        |
| ↗4 833 239  | ↗4 883 000  | ↗4 931 000  | ↗4 979 000  | ↗5 026 000  | ↗5 074 000  | ↗5 122 000  | ↗5 175 000  | ↗5 235 000  | ↗5 301 000  | ↗5 371 315  | ↗5 494 000  |
| 1903        | 1904        | 1905        | 1906        | 1907        | 1908        | 1909        | 1910        | 1911        | 1912        | 1913        | 1914        |
| ↗5 651 000  | ↗5 827 000  | ↗6 002 000  | ↗6 097 000  | ↗6 411 000  | ↗6 625 000  | ↗6 800 000  | ↗6 988 000  | ↗7 206 643  | ↗7 389 000  | ↗7 632 000  | ↗7 879 000  |
| 1915        | 1916        | 1917        | 1918        | 1919        | 1920        | 1921        | 1922        | 1923        | 1924        | 1925        | 1926        |
| ↗7 981 000  | ↗8 001 000  | ↗8 060 000  | ↗8 148 000  | ↗8 311 000  | ↗8 556 000  | ↗8 787 949  | ↗8 919 000  | ↗9 010 000  | ↗9 143 000  | ↗9 294 000  | ↗9 451 000  |
| 1927        | 1928        | 1929        | 1930        | 1931        | 1932        | 1933        | 1934        | 1935        | 1936        | 1937        | 1938        |
| ↗9 637 000  | ↗9 835 000  | ↗10 029 000 | ↗10 208 000 | ↗10 376 786 | ↗10 510 000 | ↗10 633 000 | ↗10 741 000 | ↗10 845 000 | ↗10 950 000 | ↗11 045 000 | ↗11 152 000 |
| 1939        | 1940        | 1941        | 1942        | 1943        | 1944        | 1945        | 1946        | 1947        | 1948        | 1949        | 1950        |
| ↗11 267 000 | ↗11 381 000 | ↗11 506 655 | ↗11 654 000 | ↗11 795 000 | ↗11 946 000 | ↗12 072 000 | ↗12 292 000 | ↗12 551 000 | ↗12 823 000 | ↗13 447 000 | ↗13 712 000 |
| 1951        | 1952        | 1953        | 1954        | 1955        | 1956        | 1956        | 1957        | 1958        | 1959        | 1960        | 1961        |
| ↗14 009 429 | ↗14 459 000 | ↗14 845 000 | ↗15 287 000 | ↗15 698 000 | ↗16 080 791 | ↗16 081 000 | ↗16 610 000 | ↗17 080 000 | ↗17 483 000 | ↗17 909 009 | ↗18 271 000 |
| 1961        | 1962        | 1962        | 1963        | 1963        | 1964        | 1964        | 1965        | 1965        | 1966        | 1966        | 1967        |
| ↘18 238 000 | ↗18 583 000 | ↗18 614 000 | ↗18 931 000 | ↗18 964 000 | ↗19 291 000 | ↗19 325 000 | ↗19 644 000 | ↗19 678 000 | ↗20 048 000 | ↘20 015 000 | ↗20 412 000 |
| 1967        | 1968        | 1968        | 1969        | 1969        | 1970        | 1970        | 1971        | 1971        | 1972        | 1972        | 1973        |
| ↘20 378 000 | ↗20 744 000 | ↘20 701 000 | ↗21 028 000 | ↘21 001 000 | ↗21 324 000 | ↘21 297 000 | ↗21 961 999 | ↘21 645 535 | ↗21 993 631 | ↗22 218 475 | ↗22 369 408 |
| 1973        | 1974        | 1974        | 1975        | 1975        | 1976        | 1976        | 1977        | 1977        | 1978        | 1978        | 1979        |
| ↗22 491 757 | ↗22 774 087 | ↗22 807 918 | ↗23 209 000 | ↘23 143 192 | ↗23 518 000 | ↘23 449 791 | ↗23 796 000 | ↘23 725 921 | ↗23 963 370 | ↗24 036 000 | ↗24 201 801 |
| 1979        | 1980        | 1980        | 1981        | 1981        | 1982        | 1982        | 1983        | 1983        | 1984        | 1984        | 1985        |
| ↗24 277 000 | ↗24 516 071 | ↗24 593 000 | ↗24 900 000 | ↘24 820 393 | ↗25 202 000 | ↘25 117 442 | ↗25 366 969 | ↗25 456 000 | ↗25 702 000 | ↘25 607 651 | ↗25 842 736 |
| 1985        | 1986        | 1986        | 1987        | 1987        | 1988        | 1988        | 1989        | 1989        | 1990        | 1990        | 1991        |
| ↗25 942 000 | ↗26 204 000 | ↘26 101 155 | ↗26 550 000 | ↘26 448 855 | ↗26 795 383 | ↗26 895 000 | ↗27 379 000 | ↘27 281 795 | ↗27 791 000 | ↘27 697 530 | ↗28 171 682 |
| 1991        | 1992        | 1992        | 1993        | 1993        | 1994        | 1994        | 1995        | 1995        | 1996        | 1996        | 1997        |
| ↘28 031 394 | ↗28 519 597 | ↘28 366 737 | ↗28 833 410 | ↘28 681 676 | ↗29 111 906 | ↘28 999 006 | ↗29 354 000 | ↘29 302 091 | ↗29 610 757 | ↗29 671 900 | ↗29 987 200 |
| 1997        | 1998        | 1998        | 1999        | 1999        | 2000        | 2000        | 2001        | 2001        | 2002        | 2002        | 2003        |
| ↘29 907 172 | ↗30 157 082 | ↗30 247 900 | ↗30 499 200 | ↘30 403 878 | ↗30 769 700 | ↘30 689 035 | ↗31 081 900 | ↘31 021 251 | ↗31 362 000 | ↗31 372 587 | ↗31 676 000 |
| 2003        | 2004        | 2004        | 2005        | 2005        | 2006        | 2006        | 2007        | 2007        | 2008        | 2009        | 2010        |
| ↗31 676 077 | ↗31 995 000 | ↘31 989 454 | ↗32 299 496 | ↗32 312 000 | ↗32 570 505 | ↗32 623 490 | ↗32 976 026 | ↘32 887 928 | ↗33 245 773 | ↗33 628 571 | ↗34 005 274 |
| 2011        | 2011        | 2012        | 2013        | 2013        | 2015        | 2016        | 2017        | 2018        | 2019        | 2020        | 2021        |
| ↘33 476 688 | ↗34 342 780 | ↗34 752 128 | ↗35 154 279 | ↗35 158 300 | ↗35 702 707 | ↘35 151 728 | ↗36 708 083 | ↗37 065 084 | ↗37 601 230 | ↗38 037 204 | ↘36 991 981 |
| 2023        |             |             |             |             |             |             |             |             |             |             |             |
| ↗40 000 000 |             |             |             |             |             |             |             |             |             |             |             |

Возрастно-половая пирамида населения Канады на 2023 год

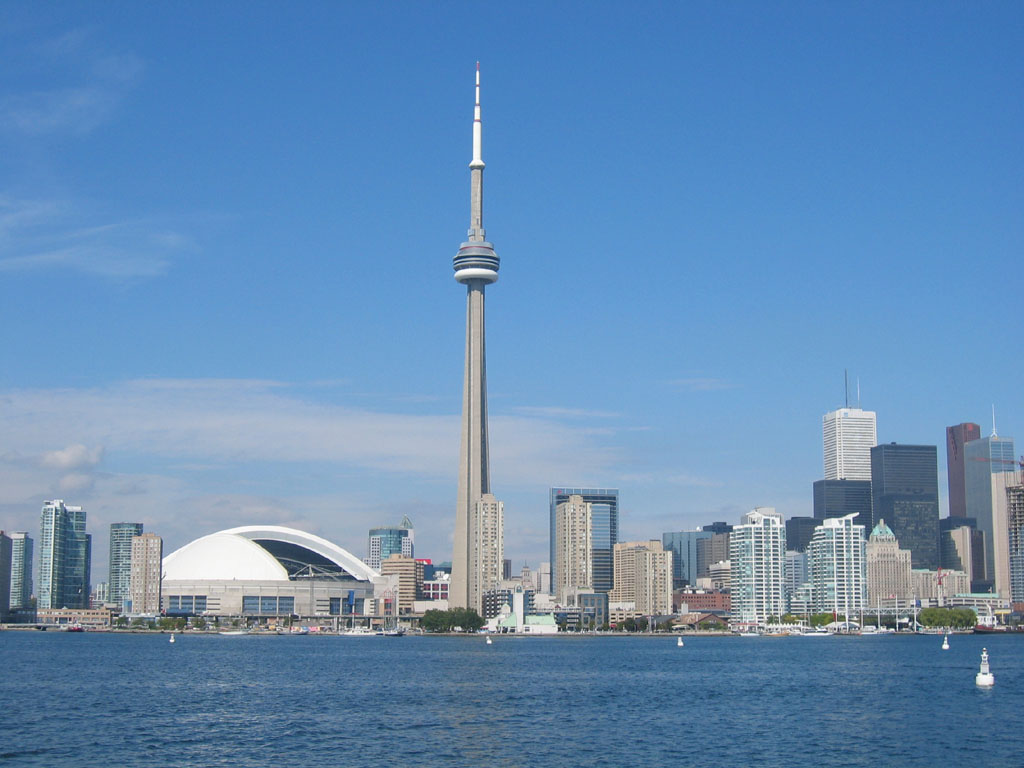
Торонто, крупнейший город Канады

Несмотря на большую площадь, приблизительно 80 % населения Канады проживает на расстоянии не более 150 км от границы с США. В общей сложности больше половины населения страны приходится на две провинции — Онтарио (около трети) и Квебек (около четверти).
Темп роста населения в Канаде (от 0,8 до 1,2 % в год) самый высокий среди стран Большой семёрки и один из самых высоких среди развитых стран. Хотя коэффициент рождаемости в Канаде составляет только 1,53 ребёнка на женщину, что ниже темпа воспроизводства (традиционно принятого как 2,1 ребёнка на женщину), это компенсируется высокими темпами иммиграции. Чистая иммиграция составляет 6,375 человека на 1000 жителей — этот показатель входит в первую десятку в мире. По доле иммигрантов в населении Канада тоже входит в первую десятку среди всех стран мира и занимает первое место среди стран Большой семёрки: по данным переписи населения 2016 года, 21,9 % канадцев родились в других странах. Начиная с 1960-х — 1970-х годов в результате антидискриминационных реформ в иммиграционной политике доля европейцев среди иммигрантов постоянно снижается, и в период с 2011 по 2016 год наибольшее количество новых канадцев прибывало в страну с Филиппин (15,6 %), из Индии (12,1 %) и Китая (10,6 %). 
В 2016 году в стране проживали представители более чем 250 этнических групп (респонденты могли причислять себя больше чем к одной группе). Наиболее распространённой этнической самоидентификацией был «канадец» (почти 1/3 респондентов); 18 % относили себя к англичанам, по 14 % к шотландцам и французам, 10 % к немцам и 5 % к китайцам. 4 % участников переписи сообщали о принадлежности к коренным народам Канады (в общей сложности 2,1 млн респондентов). Помимо представителей коренных народов, 22,3 % респондентов относили себя к видимым меньшинствам, то есть обладали нетипичной для европеоидов внешностью и отличным от белого большинства цветом кожи; из этого числа более 60 % составляли афроканадцы и китайцы и их потомки.
Ожидаемая продолжительность жизни в Канаде выросла на 24,7 года в период с 1921 по 2014 год, когда составила 81,8 года (83,9 для женщин и 79,7 для мужчин). По средней продолжительности жизни Канада стабильно опережает США и сопоставима со многими европейскими странами. В стране достигнут один из самых низких в мире уровней младенческой смертности (4,7 на тысячу живых новорождённых в 2014 году). Одновременно за счёт растущей выживаемости в возрасте 60 лет и старше продолжает расти доля пожилых людей в населении Канады. В 2019 году в стране насчитывалось более 10 тысяч человек в возрасте 100 лет и старше — рост на 200 % по сравнению с 2001 годом. Старение населения, как и снижение темпов естественного прироста, компенсируется ростом темпов иммиграции. При этом положительный эффект оказывает не только приток обладателей востребованных профессий, известных как экономические иммигранты, но и приезд в страну новых жителей в рамках программ воссоединения семей, а также беженцев, поскольку рост населения означает рост потребления, в свою очередь способствующий росту производства и рынка трудоустройства.
Внутренняя миграция в Канаде направлена в первую очередь в сторону более высокой потребности в рабочей силе — из сельских районов в небольшие города, а оттуда в крупные города; остаётся стабильно высоким и обмен населением между канадскими мегаполисами (Торонто, Монреаль, Ванкувер). Притягательны для внутренних мигрантов и быстро развивающиеся регионы — в начале XXI века таким условиям отвечал регион разработок битуминозных песков в Альберте. В целом Альберта и Британская Колумбия являются наиболее привлекательными провинциями для внутренних мигрантов, тогда как баланс внутренней миграции Атлантических провинций, Саскачевана и Манитобы в первые десятилетия XXI века был в основном отрицательным.

### Города
Канада высоко урбанизирована: в 41 переписной городской зоне (населённые пункты с населением более 100 тысяч человек) сконцентрированы почти ¾ жителей; бо́льшая часть прироста населения также приходится на города. 
Крупнейшие города Канады — 
Торонто (2,79 млн жителей в 2021 году), 
Монреаль (1,76 млн), 
Калгари (1,31 млн жителей), 
столица страны Оттава (1,02 млн жителей) и 
Эдмонтон (1,01 млн жителей). 
Три крупнейшие городские агломерации — Большой Торонто (6 млн жителей к 2014 году), Большой Монреаль (4 млн жителей) и Большой Ванкувер (2,5 млн жителей).

### Языки
Канада — официально двуязычная страна. По Закону об официальных языках 1969 года английский и французский языки имеют равный статус, хотя различаются по степени распространения. Английский — основной язык общения в большей части страны, Нью-Брансуик — единственная официально двуязычная провинция Канады, а в Квебеке, где французский является родным для 80 % населения, он выступает в роли единственного официального языка. В ходе переписи населения 2021 года 55 % респондентов назвали родным языком английский, а 20 % — французский. 97 % населения владеют хотя бы одним из двух официальных языков (76 % предпочитают английский, 21 % — французский), в том числе 18 % — билингвы, в равной степени владеющие обоими. Самая высокая пропорция билингвов — в Квебеке (46,4 %), в Нью-Брансуике билингвы составляют 34 % населения, тогда как в каждой из четырёх провинций Западной Канады, в Ньюфаундленде и Лабрадоре и на территории Нунавут менее 10 % населения являются билингвами.
Помимо английского и французского, прочие языки в Канаде делятся на две категории: языки коренных народов (индейцев, инуитов и метисов), не находящиеся под защитой федеральных законов, и так называемые языки иммигрантов, не обладающие никаким статусом с точки зрения законов, но часто широко используемые в повседневном общении. В общей сложности в Канаде насчитывается около 70 языков коренных народов, принадлежащих к 12 семьям. В общей сложности в 2016 году 260 тысяч канадцев говорили на одном из этих языков, в том числе 176 тысяч на алгонкинских языках, 96,5 тысячи — на языках кри — и 28 тысяч — на оджибвейских. В то же время у 40 языков из 70 насчитывалось лишь по 500 или меньше носителей. В том же году родным для 7,12 млн канадцев был один из языков иммигрантов, в том числе более чем для миллиона — севернокитайский язык и кантонский диалект. Для полумиллиона жителей Канады родным был панджаби, более чем по 400 тысяч назвали родными испанский, арабский или тагальский и более чем по 350 тысяч — немецкий и итальянский.

## Государственное устройство
По форме правления Канада является конституционной монархией, во главе которой стоит монарх Великобритании. Монарха представляет в Канаде генерал-губернатор (необязательно канадец по происхождению), назначаемый монархом по рекомендации правительства Канады. Генерал-губернатор осуществляет преимущественно церемониальные функции, большинство своих действий в качестве государственного чиновника выполняя «по совету» правительства Канады. Канада — член Содружества наций.

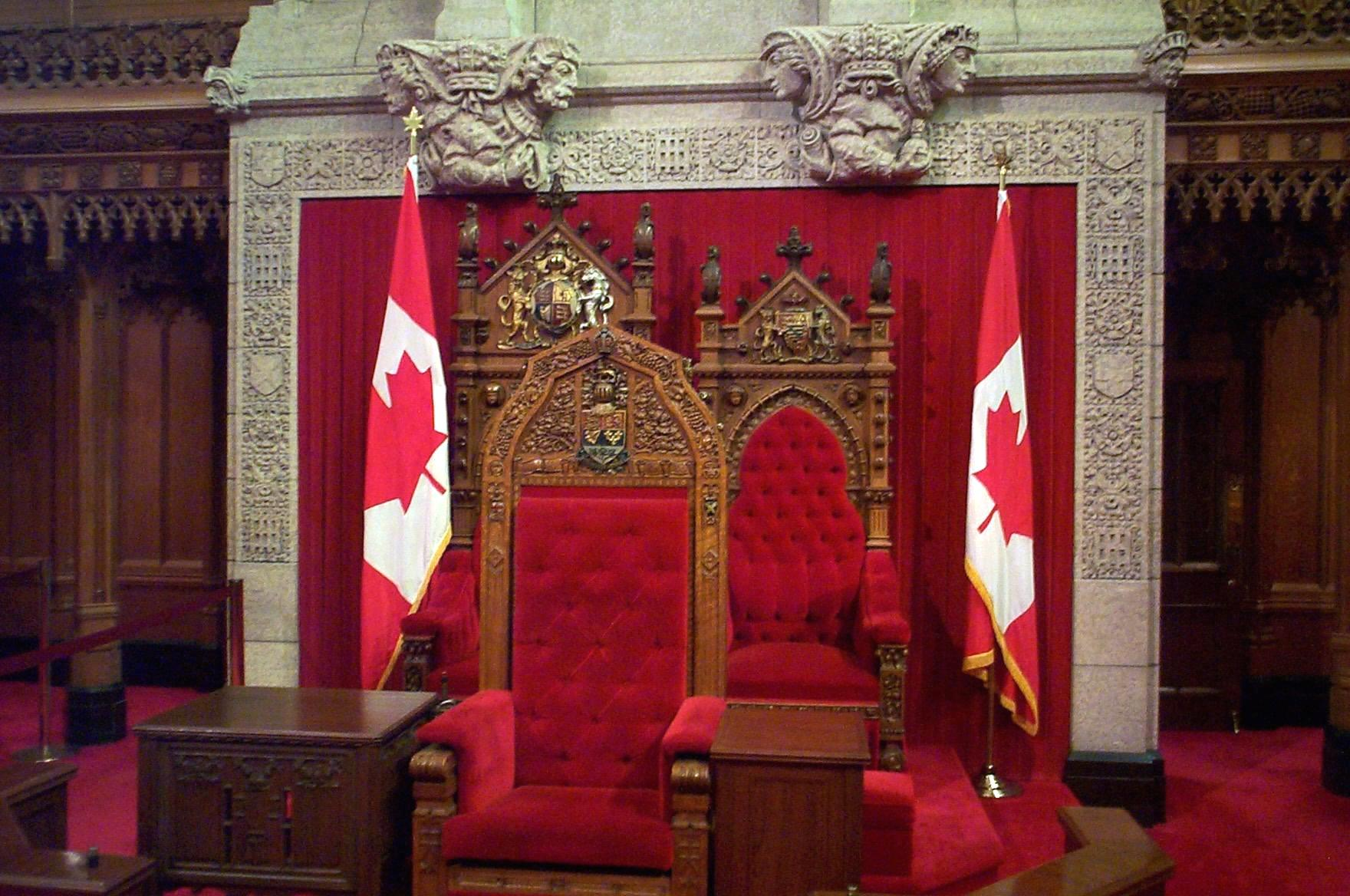
Троны королевы Елизаветы II и принца Филиппа, герцога Эдинбургского, в Сенате Канады. На переднем плане место председателя Сената

На практике Канада — это федеративная парламентская демократия, независимая от Великобритании. Конституционный акт 1982 года исключил участие парламента Великобритании в конституционном процессе Канады. Местом нахождения правительства страны является столица Канады Оттава. Федеральная законодательная власть возложена на парламент Канады, в состав которого входят британский монарх (или генерал-губернатор как его полномочный представитель), Палата общин и Сенат. Хотя формально обе палаты парламента имеют законодательные полномочия, законопроекты, касающиеся налогообложения и расходования общественных средств, вносятся только в Палату общин.
Верховный носитель исполнительной власти — монарх Великобритании, однако на практике она осуществляется кабинетом министров во главе с премьер-министром. Пост премьер-министра обычно занимает лидер крупнейшей партии в Палате общин, нахождение которой у власти обеспечивается доверием парламента. Члены кабинета министров обычно выбираются из депутатов Палаты общин от крупнейшей партии, но закон не исключает вхождения в кабинет сенаторов или иных неизбранных лиц.

### Парламент и партии

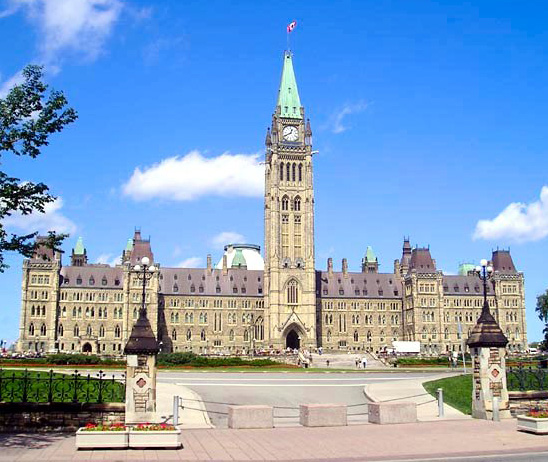
Парламент Канады, Оттава

Наличие двух палат парламента изначально было обусловлено большими различиями в населении и влиятельности провинций, составлявших Канадскую конфедерацию; ввиду этого обстоятельства провинции получают разные квоты в каждой палате. На начало 2020-х годов нижняя палата парламента, Палата общин, насчитывает 338 депутатов (к выборам 2025 года их число расширяется до 342), а в верхней — Сенате — насчитывается 105 членов. Сенаторов назначает генерал-губернатор по региональному признаку по рекомендации премьер-министра Канады, после чего они остаются на своём посту до достижения 75-летнего возраста. Палата общин избирается на всеобщих мажоритарных выборах, которые, согласно принятому в 2007 году закону, должны проводиться не позднее третьего понедельника октября четвёртого года с момента предыдущих выборов. В то же время выборы в Палату общин могут проходить чаще, так как кабинет министров Канады по закону сохраняет свои полномочия только при согласии более половины депутатов. Таким образом, если ни одна из партий не получает большинства мест в Палате общин, формируется правительство меньшинства, но оно должно искать компромиссы с депутатами от других партий, а если ему это сделать не удаётся, выборы назначаются досрочно.
Выборы в Палату общин проходят на партийной основе. Канада — многопартийная демократия, где к 2015 году насчитывалось свыше 20 зарегистрированных политических партий численностью не менее 250 членов. Однако в политической жизни страны доминируют лишь несколько федеральных партий. В первые полвека конфедерации фактически действовала двухпартийная система, сходная с существовавшей в Великобритании: за власть боролись Либеральная и Консервативная партии. Впервые третья партия получила существенное влияние в начале 1920-х годов, когда партией официальной оппозиции стала Прогрессивная партия Канады. С начала 1960-х годов третьей федеральной партией постоянно является Новая демократическая партия (НДП), занимающая политические позиции левее центра и выступающая за эволюцию Канады в государство всеобщего благосостояния. С 1993 года в федеральном парламенте постоянно присутствует Квебекский блок, участвующий в выборах только в провинции Квебек и получавший за свою историю от 4 федеральных мандатов в 2011 году до 54 мандатов (и места официальной оппозиции) в 1993 году.
Кандидатов в депутаты законодательных собраний провинций и территории Юкон также выдвигают политические партии. На провинциальном уровне ведущие роли наряду с консерваторами и либералами могут играть местные отделения НДП или партии провинциального уровня, не имеющие федерального представительства. На остальных двух территориях, а также на муниципальном уровне, кандидаты участвуют в выборах на личной основе, а не как представители партий.

### Лоббисты
Частью канадской политической системы является лоббизм. Как и в США, канадские лоббисты обязаны проходить регистрацию, предполагающую раскрытие и опубликование значительного объёма информации. Деятельность лоббистов на федеральном уровне регулируется Актом о лоббизме 1989 года и Кодексом поведения лоббистов. Число лоббистов в Канаде достаточно велико. На март 2014 года на федеральном уровне действовали 5178 зарегистрированных лоббистов. На региональном уровне существуют свои зарегистрированные лоббисты, деятельность которых регулируется правовыми актами провинций. Так, в Онтарио к марту 2014 года были зарегистрированы 1663 лоббиста.

### Квебекское сепаратистское движение
Квебек — единственная провинция современной Канады, в которой франкоязычное население составляет большинство, сформировавшее особую, отличную от остальной Канады культуру. Исторически эта особость Квебека в той или иной степени принималась во внимание законодателями вначале Великобритании, а затем суверенной Канады, однако значительная часть жителей Квебека поддерживает его полную политическую независимость, в которой видит залог выживания квебекцев как этнической общности. Сепаратистские тенденции в Квебеке играли ключевую роль во внутренней политике Канады в последние десятилетия XX века. Уровень их поддержки постоянно колеблется. Так, в 1976 году на провинциальных выборах победила Квебекская партия, выдвигавшая лозунг «суверенной ассоциации» — политического отделения при сохранении тесных экономических связей. Всего через четыре года на референдуме о независимости Квебека за отделение проголосовали лишь 40 % голосовавших жителей провинции, однако в 1995 году на втором референдуме на ту же тему противники отделения победили с разницей всего в один процент. При этом 60 % франкоговорящих жителей провинции поддержали идею независимости, а 9 из каждых 10 англоговорящих квебекцев голосовали против. В 2000 году на основе договорённости между федеральными и провинциальными властями был принят Закон о чёткости референдума, согласно которому любой будущий референдум о независимости этой провинции должен обязательно содержать чётко сформулированный вопрос и ясно определённый критерий большинства и быть одобрен Палатой общин Канады.
Власти Канады долгое время пытаются прийти с Квебеком к соглашению, в рамках которого будет достигнуто политическое равновесие между федеральным центром и провинциальной властью. Достижение такого соглашения позволило бы Квебеку стать последней провинцией, ратифицировавшей конституцию Канады. Одним из шагов в этом направлении была конференция на озере Мич, в рамках которой обсуждалось официальное признание Квебека как отдельного общества и возвращение провинциям права вето. Эти планы, однако, не получили поддержки от двух других провинций — Манитобы и Ньюфаундленда и Лабрадора. Через несколько лет на национальный референдум было вынесено Шарлоттаунское соглашение, в рамках которого предлагалось предоставить бо́льшую автономию как Квебеку, так и сообществам коренных народов Канады; это предложение было отвергнуто избирателями как в самом Квебеке, так и в западных провинциях. 27 ноября 2006 года Палата общин Канады приняла резолюцию, которая признаёт, что «квебекцы составляют отдельную нацию в единой Канаде». В 2014 году Верховный суд Канады в одном из решений в области конституционного права сослался на существование «особых правовых традиций и общественных ценностей» Квебека.

## Административное деление
К началу XXI века Канада разделена на 10 провинций и 3 территории.
| (При нажатии на название города или изображение какой-либо провинции будет осуществлён переход на соответствующую статью)                                                                              |                                                                                |
| Провинции с запада на восток 1. Британская Колумбия 2. Альберта 3. Саскачеван 4. Манитоба 5. Онтарио 6. Квебек 7. Нью-Брансуик 8. Остров Принца Эдуарда 9. Новая Шотландия 10. Ньюфаундленд и Лабрадор | Территории с запада на восток 1. Юкон 2. Северо-Западные территории 3. Нунавут |

Для регионов, включающих по несколько провинций или территорий, приняты собственные названия. Нью-Брансуик, Новая Шотландия, Остров Принца Эдуарда и Ньюфаундленд и Лабрадор известны как Атлантическая Канада, а первые три из них — также как Приморские провинции. Онтарио и Квебек чаще рассматриваются по отдельности, однако иногда их объединяют в Центральную Канаду. Манитоба, Саскачеван, Альберта и Британская Колумбия известны как Западная Канада, но когда Британская Колумбия рассматривается отдельно, остальные три называют провинциями Канадских Прерий. Наконец, Юкон, Северо-Западные территории и Нунавут совместно определяются как Канадский Север.

Хронология изменений административного деления Канады

Принципиальное различие между провинцией и территорией закреплено в конституции страны. Провинции обладают собственными конституционными полномочиями, в то время как территориям полномочия делегирует парламент Канады. На протяжении долгого времени территориями фактически управляли федеральные чиновники, однако с 1980-х годов федеральными законами на каждой территории учреждены собственные законодательные собрания и исполнительные органы, которым правительство Канады постепенно передаёт полномочия, сравнимые с полномочиями провинций. В результате бо́льшую роль начало играть принятие решений на местном уровне, а власти территорий стали более подконтрольны избирателям.
Во всех провинциях действуют выборные однопалатные законодательные собрания, из числа депутатов которых затем выбираются премьер-министр и правительственный кабинет. В каждой провинции суверена представляет лейтенант-губернатор, назначаемый после консультаций генерал-губернатором, обычно на 5-летний срок. Функции лейтенант-губернатора на уровне провинции примерно соответствуют функциям генерал-губернатора на федеральном уровне.
Юрисдикция провинций распространяется на местные и частные вопросы, среди которых права собственности и гражданские права, гражданское законодательство, муниципальное управление, образование и здравоохранение (включая больницы), уставы провинциальных компаний, лицензирование, администрирование и продажа публичных земель, а также прямое налогообложение на нужды провинции. Кроме того, регулярно происходят встречи провинциальных премьеров между собой или с премьер-министром Канады, на которых обсуждаются границы юрисдикции федерального и провинциальных правительств по конкретным вопросам. Целью встреч является сохранение структурной целостности страны при максимально возможном учёте интересов и чаяний провинций.
Исторически в пяти провинциях (Новая Шотландия, Остров Принца Эдуарда, Нью-Брансуик, Онтарио и Квебек) основной структурной единицей было графство (англ. county). Графства в этих провинциях некогда создавались по образцу графств Англии и выполняли те же административные, юридические и прочие функции. Однако в Нью-Брансуике, Острове Принца Эдуарда и Квебеке большинство функций со временем перешло либо к самим провинциям, либо к муниципальным органам, и графства сохраняют своё значение только как объекты земельного права. В Онтарио свои функции сохранило большинство графств, а в Новой Шотландии — главным образом сельские графства. В северной части Онтарио введено разделение на округа (англ. districts); кроме того, графства и округа сосуществуют в Альберте, а в Квебеке после административной реорганизации 71 бывшее графство разделено между 95 новыми муниципальными региональными графствами, 3 городскими общинами и 1 региональной администрацией.
Следующий уровень местного самоуправления в Канаде представляют более чем 4500 юридически признанных муниципалитетов и местных советов. В полномочия местных властей входит решение вопросов, связанных с повседневной жизнью членов муниципальных общин, их благополучием и защитой. Местные советы, в частности, регулируют деятельность школ, библиотек и муниципальных служб.

## Право

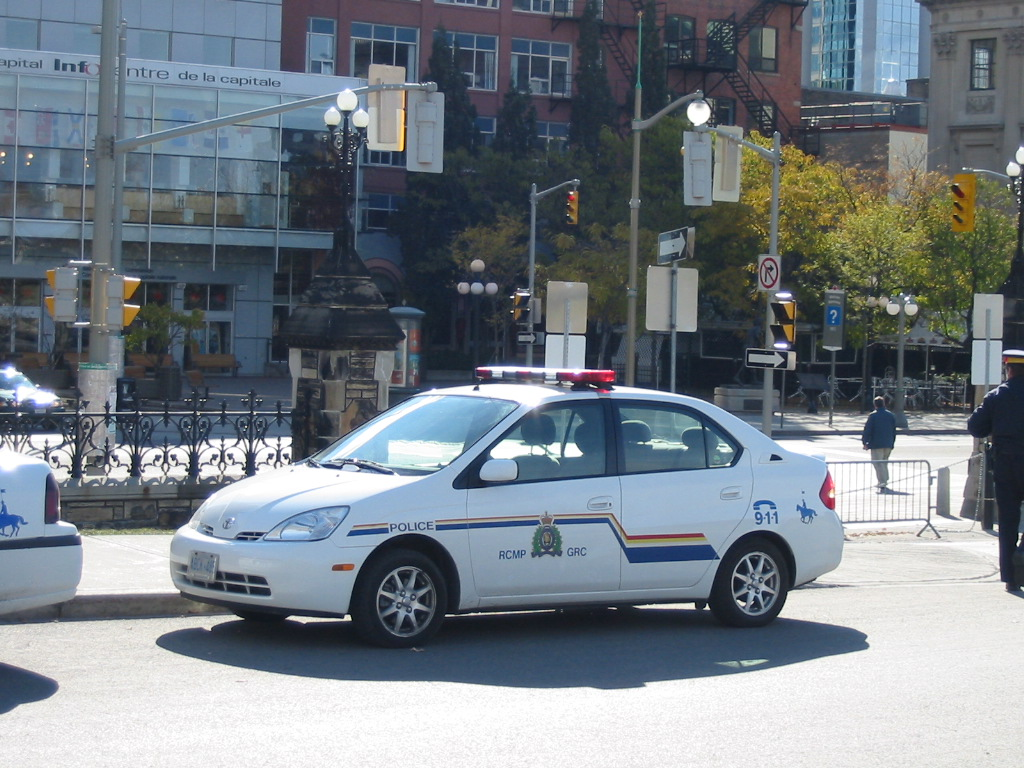
Автомобиль Королевской канадской конной полиции, Оттава

На всей территории Канады, за исключением Квебека, действует унаследованное от Великобритании общее право. В Квебеке действует гибридная правовая система, совмещающая элементы общего и романо-германского права с Кодексом Наполеона. В частности, публичное право Квебека основывается на европейском гражданском праве, а частное право — на принципах общего права. Уголовное право в Канаде полностью находится в юрисдикции федерального правительства и едино по всей стране, однако провинции уполномочены самостоятельно реализовать его положения на своей территории, для чего существует многоуровневая система уголовных судов. В большинстве провинций и на всех территориях функцию обеспечения выполнения федеральных уголовных законов выполняет Королевская канадская конная полиция (англ. Royal Canadian Mounted Police, RCMP) — исключение составляют только Онтарио и Квебек, имеющие собственную полицию. Однако закон обязывает крупные города и другие населённые пункты с достаточной плотностью населения содержать полицейские силы, достаточные для поддержания закона и порядка на своей территории. В большинстве крупных городов созданы собственные полицейские управления, а другие населённые пункты заключают контракты на поддержание порядка со служащими RCMP или провинциальной полиции.

### Конституция
Конституции в стране нет. Конституция Канады — это условное название для комплекса главных законов королевства, задающих рамки для остального законодательства и имеющий приоритет перед прочими законами: Канадская конституция — комплекс законов британского и собственно канадского происхождения, помимо них, включающий некодифицированные элементы, известные как конституционные обычаи.
Формирование конституции Канады проходило в несколько этапов, начиная с Конституционного акта 1867 года, известного также как Закон о Британской Северной Америке и объявлявшего о создании доминиона Канады. Вестминстерский статут 1931 года провозгласил все страны Британского содружества независимыми и равными с Великобританией, предоставив им полную юридическую самостоятельность за исключением тех сфер, которые они сами посчитают нужными оставить в юрисдикции бывшей метрополии. В частности, в случае Канады в ведении Великобритании оставались вопросы взаимоотношений между федеральными властями и провинциями. Это положение было отменено только Конституционным актом 1982 года. Одновременно этот закон включил в конституцию страны Канадскую хартию прав и свобод и гарантировал права коренных народов, не уточняя, о каких именно правах идёт речь.
Элементами конституции Канады, помимо конституционных актов, являются статуты парламентов Великобритании и Канады, касающиеся вопросов престолонаследия, назначения и полномочий генерал-губернатора, Сената, Палаты общин и проведения выборов, а также статуты провинциальных законодательных собраний, касающиеся функционирования этих органов. Дальнейшие изменения в конституцию Канады могут вноситься только при наличии поддержки большинства в обеих палатах парламента и не менее семи провинций с общим населением не менее половины национального.

### Суды
Суды в Канаде являются независимой ветвью власти. Начиная с Конституционного акта 1867 года в конституции Канады присутствует заимствованная из Великобритании доктрина верховенства права. В соответствии с ней действия правительства и полицейских сил должны определяться законами, что предотвращает волюнтаристское применение власти. Ещё одним важным аспектом этой доктрины является отказ от ретроактивного применения законов.

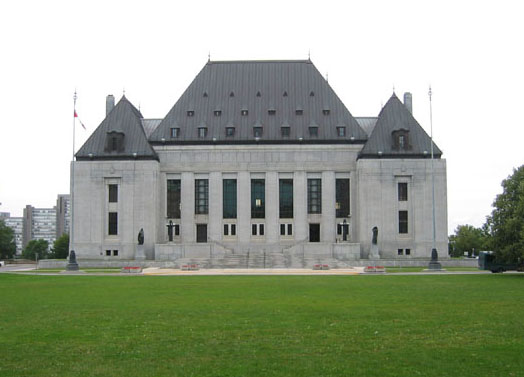
Верховный суд Канады, Оттава

В каждой провинции Канады действует многоуровневая система судов, включая полицейские, апелляционные, окружные и высшие. Последней ступенью в процессе апеллирования судебных решений с 1949 года является федеральный Верховный суд Канады. Более низкими инстанциями на национальном уровне являются:
- Федеральный суд Канады, занимающийся исками, касающимися федерального правительства и федеральных налогов, авторского и патентного права;
- Военный апелляционный суд;
- Налоговый суд Канады.

Поскольку в большинстве случаев на территории Канады действует общее право, важным источником законности являются прецедентные судебные решения. Решения вышестоящих судов обязательны к выполнению нижестоящими, а решения Верховного суда Канады обязательны для всех инстанций, кроме него самого. В Квебеке для судей в области частного права высшей юридической инстанцией является собственно кодекс законов; хотя предыдущие решения, в особенности вынесенные вышестоящими инстанциями, широко используются при вынесении новых, они не носят обязывающий характер.
Назначение судей всех инстанций, за исключением судей по делам о наследствах и полицейских судей Новой Шотландии и Нью-Брансуика, осуществляет генерал-губернатор Канады, а их зарплаты и пенсии определяет парламент Канады. По достижении возраста 75 лет судья обязан уйти на пенсию.

### Права человека
В период между концом Второй мировой войны и началом 1980-х годов Канада пережила процесс, который часто называют «революцией в области гражданских прав» и который в основном завершился принятием Канадской хартии прав и свобод. В его рамках были сделаны шаги по предоставлению равных гражданских прав женщинам, инвалидам, представителям сексуальных и языковых меньшинств и коренных народов. На федеральном и местных уровнях принимались законы, запрещавшие дискриминацию по расовому или этническому признаку, религиозным и политическим убеждениям, половой ориентации. Процесс продолжается и после 1982 года, но реализация гражданских прав затруднена для некоторых категорий населения — в первую очередь представителей коренных народов. Среди проблем, получающих значительный общественный резонанс, — недостаточные усилия федерального правительства по защите жизни и достоинства женщин коренных народов (независимая национальная комиссия, рассматривавшая 4000 убийств и похищений за 30 лет, в 2019 году оценила масштаб этих явлений как геноцид). Ряд коренных общин не имеет доступа к качественной питьевой воде; федеральное правительство, планировавшее обеспечить такой доступ всем общинам Канады к апрелю 2021 года, не сумело выполнить это обязательство. Растёт количество жалоб на дискриминацию и агрессию по отношению к этническим меньшинствам со стороны полиции. Широкую критику с точки зрения соблюдения прав человека вызывает принятый правительством Квебека в 2019 году запрет на ношение государственными служащими символов религиозной принадлежности.

## Вооружённые силы
Функциями Вооружённых сил Канады является защита безопасности, интересов и ценностей, а также участие в поддержании международной безопасности и мира. В состав вооружённых сил входят сухопутные войска Канады, Королевские ВВС Канады и Королевский канадский военно-морской флот, имеющие собственные командования. Кроме того, военные формирования всех видов вооружённых сил могут подчиняться Командованию совместных операций, Командованию сил специальных операций или Командованию воздушно-космической обороны Северной Америки (NORAD). Официально главнокомандующим Вооружённых сил Канады является монарх Великобритании, представленный генерал-губернатором, но фактическое руководство осуществляет министр национальной обороны — гражданское лицо, назначаемое премьер-министром. Управление осуществляется при помощи штаба национальной обороны и Совета вооружённых сил.
Вооружённые силы комплектуются по найму (на срок от 3 до 9 лет в возрастном диапазоне от 17 до 34 лет), командные кадры готовятся в национальных военных колледжах и школах офицерского резерва Канады, а также в командных и штабных колледжах Великобритании и США. Процент населения, занятый в Вооружённых силах Канады, и расходы на оборону относительно общего объёма экономики ниже, чем в других странах НАТО. Согласно Всемирной книге фактов ЦРУ, в 2020 году расходы на оборону составляли 1,4 % ВВП Канады; в абсолютном исчислении во второй половине 2010-х годов на оборону расходовалось 25,7—27,6 млрд долларов в год. Этот же источник оценивает количество военнослужащих регулярной службы Вооружённых сил Канады в 2021 году в 70 тысяч человек (из них 23 тысячи в сухопутных войсках, 12 в ВВС и 12 в ВМФ). Ещё 19 тысяч человек насчитывается в добровольческих нерегулярных войсках резерва; в это число входят 5,5 тысяч канадских рейнджеров.

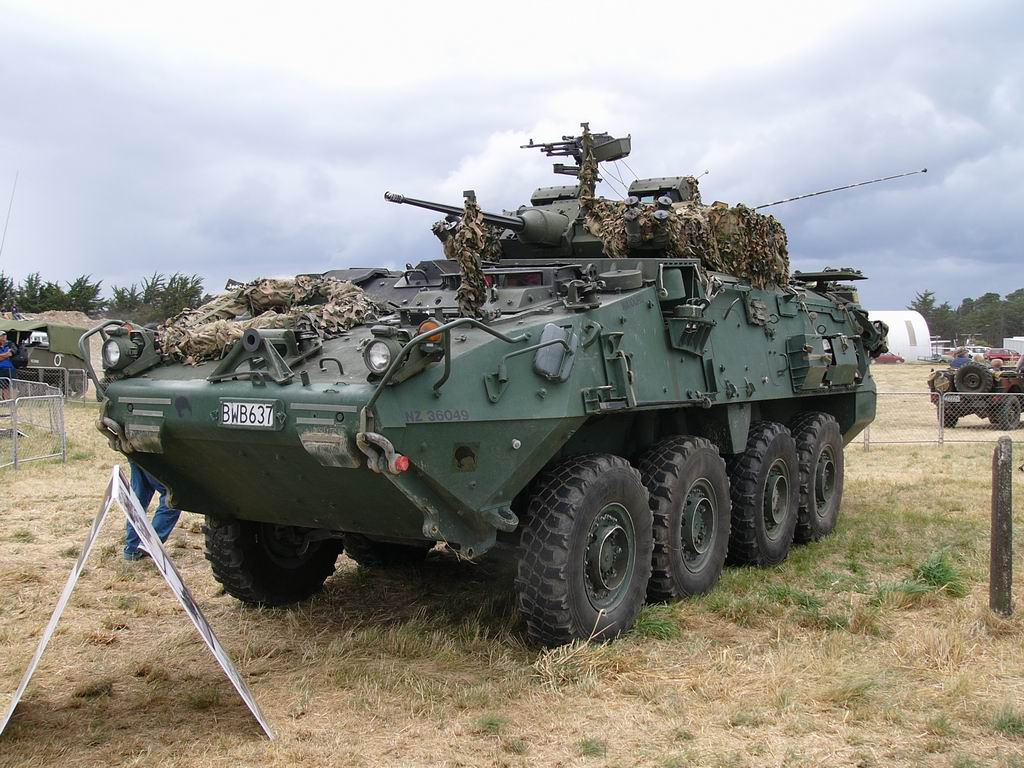
Боевая машина пехоты LAV III

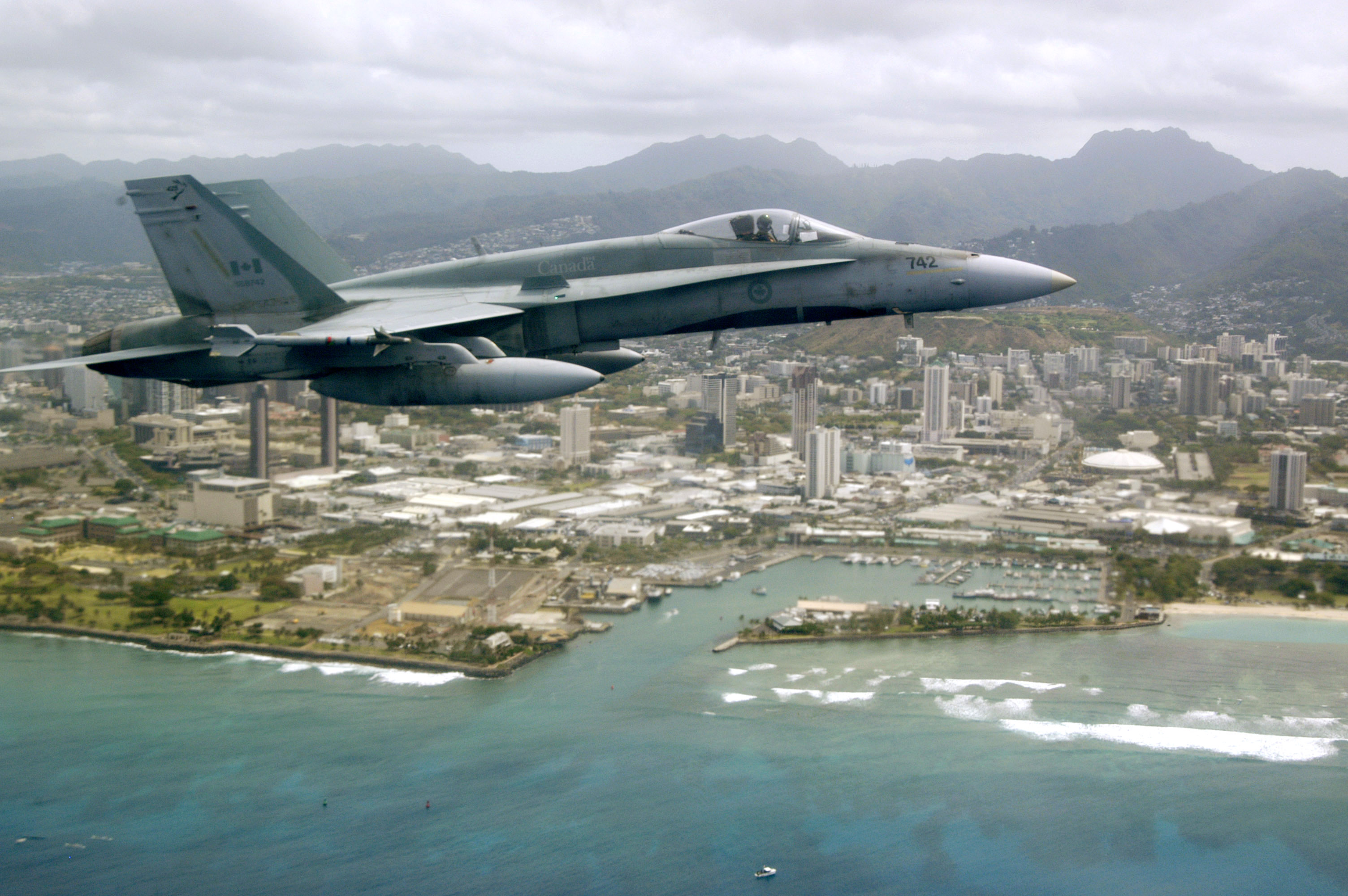
CF-18 ВВС Канады

Вооружённые силы Канады оснащены оружием и боевой техникой как отечественного, так и зарубежного производства. Лидирующим поставщиком вооружений для Канады являются США, но поставки ведутся и из стран Европы, Австралии и Израиля. На вооружении сухопутных войск Канады находятся, в частности, основные танки «Леопард-2» (Германия), буксируемые 155-мм гаубицы M777 и 105-мм орудия ближней боевой поддержки C3 американского производства, а также более 500 лёгких БМП LAV III отечественной разработки. В составе 1-й Канадской авиационной дивизии 11 крыльев, на вооружении которых состоят различные боевые, транспортные, поисково-спасательные и учебные летательные средства. Основной боевой самолёт ВВС Канады — истребитель-бомбардировщик CF-188 Hornet. Морская авиация включает патрульные самолёты CP-140 Aurora и вертолёты CH-148 Cyclone. Тактическая авиация представлена вертолётами CH-146 Griffon. На вооружении Атлантической и Тихоокеанской флотилий Канады состоят патрульные фрегаты, корабли береговой обороны и патрульные подводные лодки среднего радиуса дальности.
За годы существования Канада принимала участие в ряде вооружённых конфликтов, в том числе на стороне Антанты в Первой мировой войне и на стороне антигитлеровской коалиции во Второй мировой войне. Во второй половине XX и начале XXI века канадские военнослужащие участвовали в десятках миротворческих операций в разных мировых регионах. В 1956 году, в дни Суэцкого кризиса, канадский политик Лестер Пирсон стал инициатором создания Миротворческих сил ООН, а их первый контингент на Синайском полуострове возглавил канадский генерал И. Л. М. Бернс. Помимо этого, канадские военнослужащие участвовали в миротворческих миссиях, не санкционированных ООН напрямую, а осуществляемых различными международными коалициями, включая операции НАТО на Балканах и в Афганистане. До 14 % общего состава Вооружённых сил Канады проходило службу за рубежом — второй показатель среди всех стран НАТО, кроме США. Команда помощи при чрезвычайных ситуациях (англ. Disaster Assistance Response Team) участвовала в спасательных операциях после урагана Митч в Гондурасе (1998), цунами в Юго-Восточной Азии (2004), землетрясений на Гаити (2010) и в Непале (2015) и других катастроф. В Глобальном индексе миролюбия Канада в 2020 году занимала 6-е место из 163 стран.

## Внешняя политика
После получения доминионом Канада независимости его первоначально представляли в международных отношениях британские дипломаты, поскольку предполагалось, что у него не может быть собственной внешней политики. Канада постепенно добивалась для себя самостоятельной роли во внешних отношениях с США (в частности, при подготовке Вашингтонского договора 1871 года, в споре о границе Аляски и серии переговоров о возобновлении свободной торговли), а затем с бывшей метрополией. В 1880 году А. Т. Галт был назначен первым Верховным комиссаром Канады в Великобритании (должность, эквивалентная посольской). В 1909 году было учреждено министерство внешних дел Канады (впоследствии министерство международных дел).
После Первой мировой войны Канада наряду с другими доминионами Великобритании вошла в число сторон, подписавших Версальский договор, а затем стала полноправным членом Лиги наций. В 1927 году Винсент Мэсси стал первым официальным посланником Канады в Вашингтоне, в следующие два года дипломатические представительства Канады открылись во Франции и Японии, а в 1939 году — в Бельгии и Нидерландах.

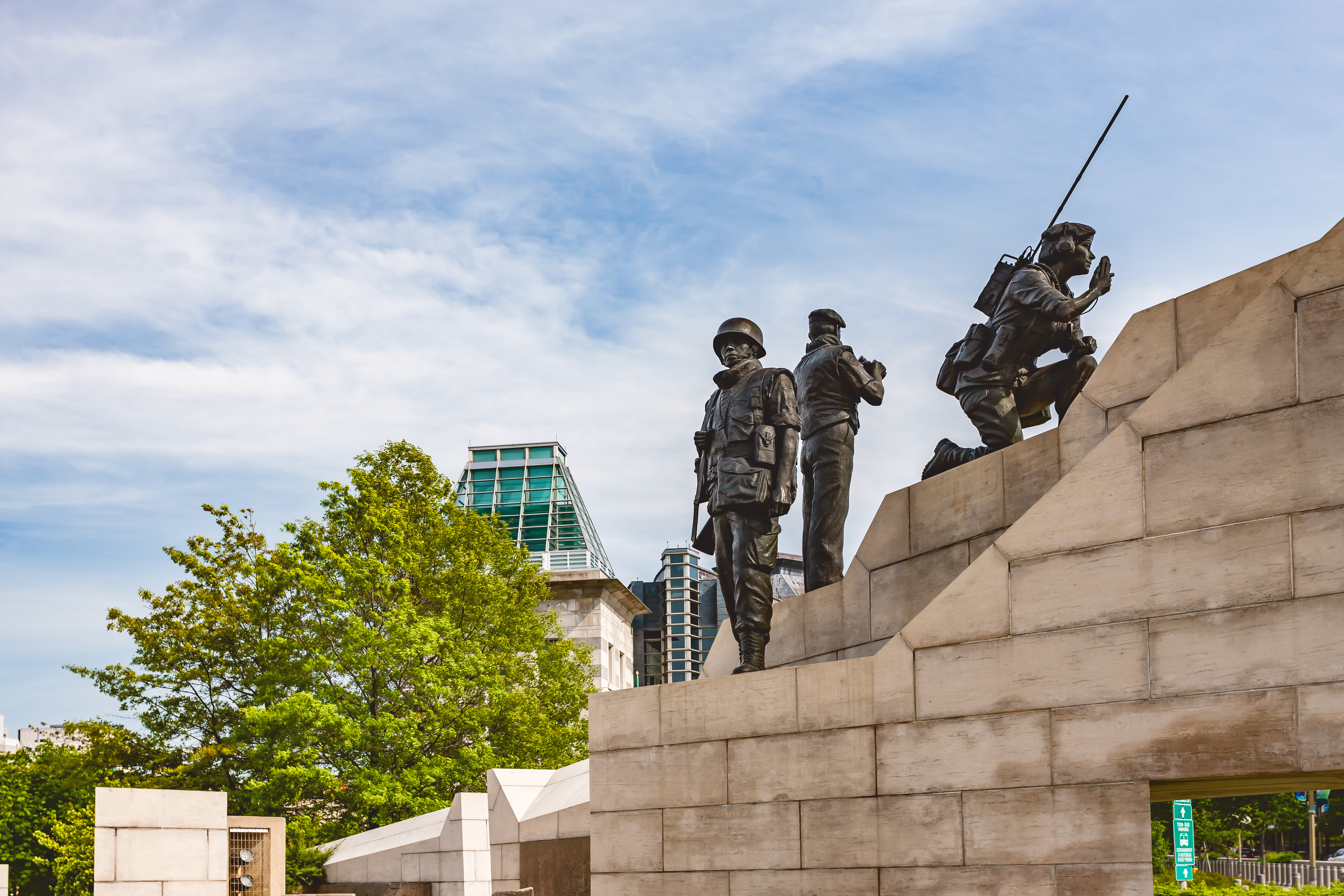
Памятник миротворцам, Оттава

После Второй мировой войны Канада стала играть более заметную роль в международной политике. Она стала одной из стран-учредителей блока НАТО, её военные соединения участвовали в Корейской войне и представляли НАТО в странах Европы. Представлявший Канаду Лестер Пирсон был удостоен Нобелевской премии мира за мирные инициативы, способствовавшие завершению Суэцкого кризиса 1956 года. Высшие достижения Канады в области дипломатии связаны с её позицией как государства-посредника в этом и других международных конфликтах.
Хотя уровень активности Канады в НАТО сократился к 1970-м годам, она продолжает активно сотрудничать в военной сфере с США. В конце 1950-х годов она присоединилась к Командованию воздушно-космической обороны Северной Америки, в котором главную роль играют США.
В 1990 году, в конце холодной войны, Канада стала членом Организации американских государств. Она входит в Большую семёрку — неформальную организацию, членами которой являются семь из числа стран с наиболее развитыми экономиками в мире, а в 1999 году вошла в число стран — основательниц расширенного межгосударственного форума — Большой двадцатки. Другие крупные международные организации, членом которых является Канада, — ОБСЕ, Азиатско-Тихоокеанское экономическое сотрудничество, Содружество наций и Франкофония. В Канаде располагаются офисы двух организаций глобального сотрудничества — Международной организации гражданской авиации и секретариата Конвенции о биологическом разнообразии.

## Экономика

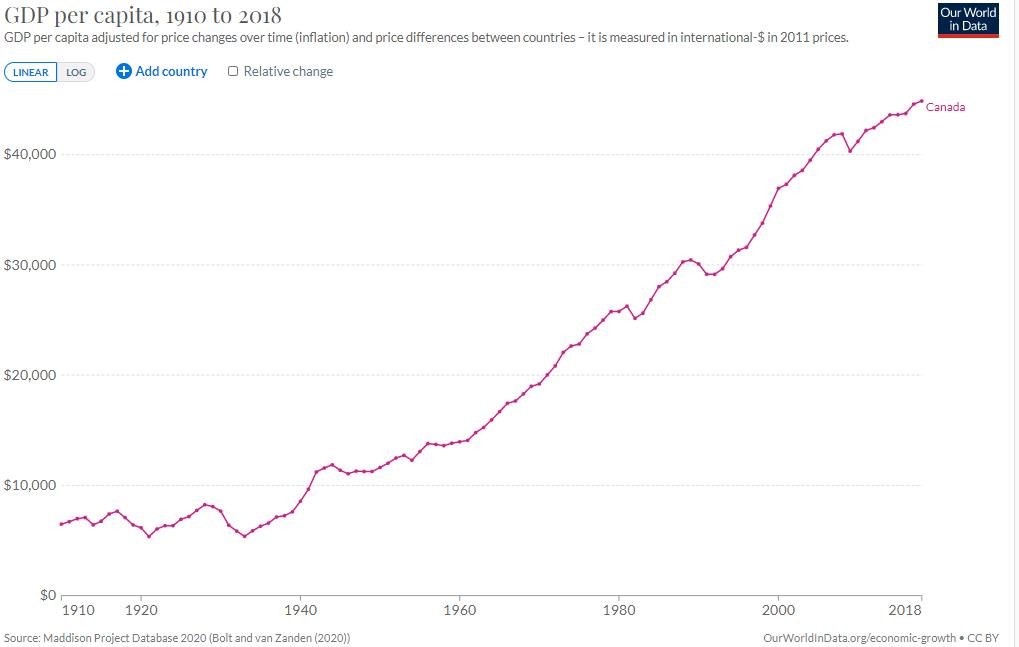
Рост реального ВВП на душу населения в Канаде, 1910—2018 (в ценах 2011 года)

Национальная валюта — канадский доллар. На протяжении истории его курс менялся с фиксированного на плавающий и обратно. С 1970 года курс канадского доллара плавающий; за это время минимальный курс составлял 0,62 доллара США (в 2002 году), а максимальный — 1,07 доллара США (в 2007 году).
Экономика Канады входит в число наиболее развитых в мире. По оценочным данным на 2020 год, реальный ВВП Канады составлял 1,742 трлн долларов США, и по этому показателю страна занимала 15-е место в мире. Реальный доход на душу населения в 2020 году составлял 45,9 тыс. долларов — 34-й показатель в мире. Оценочные бюджетные доходы в 2017 году составляли 649,6 млрд долларов, расходы — 665,7 млрд долларов. Бюджетный дефицит в 2017 году — около 1 % ВВП, государственный долг — 89,7 % ВВП. Внешний долг Канады в 2019 году составлял 2125 млрд долларов.
Структура экономики претерпела значительные изменения за годы существования страны. Если в 1870 самым значительным сектором экономики было сельское хозяйство (37 %, при 36 % в сфере услуг, 22 % в промышленности и 4 % в добыче природных ресурсов), то к 1997 году хозяйство Канады приобрело отчётливые постиндустриальные черты. 2/3 от общего национального продукта и почти 3/4 её рабочей силы приходилось на сферу услуг; на долю промышленности приходилось 18 % национального продукта и 15,5 % работников, а на сельское хозяйство и добычу природных ресурсов — менее 15 % национального продукта и немногим более 5 % работников. В 2010 году в Канаде в сфере услуг было занято 39 % от общей численности населения, в сфере промышленного производства — 10 %, а в сельском хозяйстве — 1 %. За счёт роста числа работающих женщин за первые полвека после Второй мировой войны уровень участия в составе рабочей силы вырос с 55 % до 64,8 % (среди женщин — с 24,7 % до 57,4 %). Национальный уровень безработицы, в первой половине 1980-х годов достигавший 9,9 %, с тех пор снижался и по оценке на 2019 год составлял 5,67 %. Коэффициент Джини — индекс неравенства доходов между самыми зажиточными и самыми бедными слоями населения — в Канаде, как и в других странах с развитой экономикой, постепенно растёт. Однако к началу 2020-х годов в Канаде он оставался самым низким из стран Большой семёрки, а среди стран ОЭСР она занимала 9-е место до перераспределения доходов государством и место ближе к середине списка после этого перераспределения.
Бо́льшая часть канадского хозяйства относится к частному сектору. Ряд национальных компаний были приватизированы в 1990-е годы, хотя часть транспортных и электрических компаний, а также почтовые услуги остаются в государственной собственности. К концу 1960-х годов доля иностранного капитала в канадской промышленности приближалась к 60 %, а в области нефте- и газодобычи превышала 80 %. К середине 1980-х годов, благодаря введённому государственному контролю за иностранными инвестициями, эту долю удалось уменьшить соответственно до 44 % и 39 %. Согласно индексу Heritage Foundation, экономическая свобода в Канаде по состоянию на 2022 год выше, чем в США, Японии и большинстве западноевропейских стран. Канадские правительства долго проводили политику протекционизма, направленную на поддержку конкурентоспособности отечественных предприятий. Постепенный отказ от этой позиции начался в 1980-е годы, а подписание соглашения НАФТА с участием Мексики в 1994 году заставило Канаду ускорить процесс. Однако канадское сельское хозяйство продолжает получать значительные субсидии, чтобы иметь возможность конкурировать с аналогично субсидированными сельскохозяйственными товарами из США и ЕС.

### Сельское хозяйство
Основу сельского хозяйства Канады составляют фермерские хозяйства, которых к 2006 году насчитывалось примерно 230 тысяч средней площадью около 300 га каждое. Только 1/12 общей площади Канады пригодна для выращивания сельскохозяйственных культур. Эти земли в основном расположены в прериях, но наибольшее разнообразие культур и самые высокие урожаи характерны для юго-запада Британской Колумбии и юга Онтарио, где выращиваются овощи и фрукты. В прериях в основном выращивают зерновые и масличные культуры (в первую очередь пшеницу и рапс), большие площади отведены под пастбища для скота. Юго-западная часть Онтарио производит кукурузу, сою и белую фасоль. На Канаду приходится около 80 % мирового производства кленового сиропа (30 млн л в 2006 году). Важное место в структуре сельского хозяйства занимает животноводство: на 2007 год в стране насчитывалось 15,9 млн голов крупного рогатого скота (в том числе 1,5 млн молочного стада), 14,5 млн голов свиней и примерно 660 млн голов домашней птицы. Развито пушное звероводство, в основном специализирующееся на выращивании норок. Канада — один из крупнейших мировых поставщиков сельскохозяйственной продукции: по данным Всемирного банка, в 2012 году страна занимала 4-е место в мире по экспорту пшеницы — 16,3 млн т стоимостью 5,7 млрд долларов. По экспорту мороженой рыбы она тоже занимает одно из первых мест в мире.

### Сырьевые отрасли
Большую роль в экономике Канады ещё с колониальных времён играл сырьевой сектор. В стране, больше половины площади которой занимают леса, развита лесная промышленность. Лучшая продукция добывается в лесах Западного побережья, где климат способствует росту больших деревьев с качественной древесиной. В начале XXI века в Канаде в год производилось около 190 тыс. м³ деловой древесины и более 30 тыс. м³ древесины для переработки в целлюлозу. Канада — мировой лидер в области экспорта целлюлозно-бумажных товаров, при этом продукция лесной промышленности составляет бо́льшую часть национального экспорта, чем фермерская продукция, рыба и минеральное сырьё вместе взятые.
Канада занимает 3-е место в мире (после Венесуэлы и Саудовской Аравии) по объёмам разведанных нефтяных месторождений и 7-е место в мире по объёмам добываемой нефти. В первой половине 1980-х годов она входила в первую пятёрку стран мира по производству поташа и асбеста (более 20 % от мировых объёмов), добыче никеля, молибдена, серы и урана (более 15 %), а также меди, свинца, золота, серебра и алюминия (более 5 %). К началу XXI века в Канаде добывался наибольший в мире объём урановой руды (12,6 тыс. т в год в пересчёте на уран), страна входит в число лидеров по добыче цинка, кадмия и титана. Горнодобывающая промышленность играет ключевую роль в развитии Канадского Севера: хотя непосредственно добычей полезных ископаемых занимается не так много рабочих, как в прошлом, значительное число людей заняты на предприятиях чёрной металлургии и в перевозках.

### Промышленность
На машиностроительные отрасли и пищевую промышленность в 2017 году приходилось около 40 % от общей стоимости канадского промышленного производства. Канадская чёрная металлургия располагает передовыми технологиями. Предприятия металлообрабатывающей промышленности производят детали для автомобильных двигателей, горнодобывающую технику и бытовые электроприборы. После заключения Канадско-американского автомобильного договора в Канаде начали появляться филиалы американских автомобильных фирм, а в 1980-е годы к ним присоединились заводы японских компаний. Крупнейшая канадская компания в области транспортного машиностроения — Bombardier — с годовым оборотом 11,5 млрд долларов в 2005 году занимала 4-е место среди компаний этого сектора в Северной Америке и входила в число ведущих мировых производителей аэрокосмической техники. Хорошо развиты судостроительная и судоремонтная отрасль.
Сталелитейные предприятия с объёмом производства от 2 до 4,5 млн т в год каждое располагаются в Гамильтоне, Нантикоке, Су-Сент-Мари. Канада входит в число ведущих мировых производителей минеральных удобрений; предприятия этой отрасли в основном сосредоточены в Альберте, больше половины продукции уходит на экспорт. В последние десятилетия XX века бурно развивались предприятия высоких технологий и электронной промышленности. Более 3/4 канадских промышленных предприятий сосредоточены в регионе между Квебек-Сити и Уинсором в Онтарио, на границе с центром американской автомобильной промышленности Детройтом. Больше половины всей канадской промышленной продукции поступает на экспорт.

### Энергетика

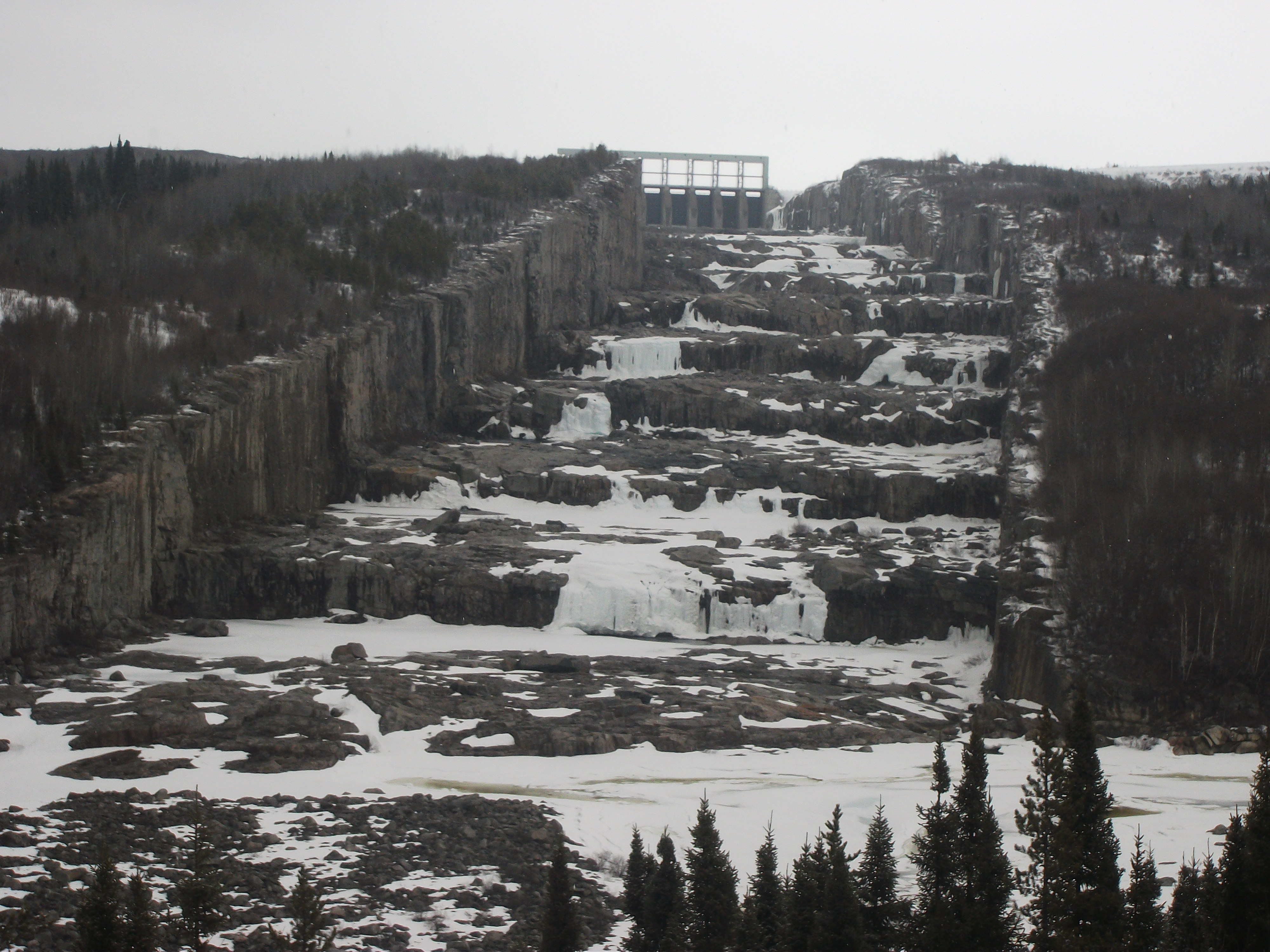
Водосбросное сооружение ГЭС Робер-Бурасса (каскад залива Джеймс)

Канада — одна из 10 ведущих стран мира по выработке электроэнергии (644 млрд кВт·ч в 2020 году). Канадская география открывает широкие возможности для гидроэнергетики. На большинстве перспективных с этой точки зрения рек построены мощные гидроэлектростанции, производящие около 60 % канадской электроэнергии (в том числе каскад ГЭС мощностью 16 тыс. МВт в бассейне реки Ла-Гранд). Ещё 12 % электроэнергии производится на атомных электростанциях.
В условиях, когда гидроэнергетический потенциал страны уже во многом исчерпан, а атомная энергетика не развивается дальше из-за опасений, связанных с её безопасностью, растёт доля электроэнергии, производимой на тепловых электростанциях, использующих в первую очередь каменный уголь. Канада способна обеспечить собственные потребности в нефти и нефтепродуктах и обладает излишками природного газа и электроэнергии, идущими на экспорт. Альтернативная энергетика относительно слабо развита: на долю Канады приходится 3 % мировой ветроэнергетики, что составляет 4 % от общего объёма электроэнергии, вырабатываемой в стране, но солнечная энергетика производит лишь 0,5 % энергии, а биотопливо и геотермальные станции — в общей сложности 2 %.

### Финансовый сектор
В первом десятилетии XXI века около четверти ВВП Канады приходилось на сектор финансовых и деловых услуг (включая банковско-кредитный сектор, страхование и биржевую деятельность). Чтобы вести операции в Канаде, коммерческий банк обязан получить лицензию от федерального правительства. Деятельность коммерческих банков контролируется рядом федеральных органов, включая министерство финансов, Банк Канады, Канадское агентство по финансовому потреблению и ведомство омбудсмена по банковским услугам и инвестициям. К 2014 году действовало более 30 канадских банков и более 50 дочерних компаний и отделений иностранных банков. Канадские законы позволяют открывать неограниченное количество отделений каждого банка, что обусловило наличие в стране маленькой группы ведущих компаний, контролирующих бо́льшую часть сектора банковских услуг. В «большую пятёрку» входят Royal Bank of Canada, Scotiabank, Toronto-Dominion Bank, Bank of Montreal и Canadian Imperial Bank of Commerce. Среди прочего, банки предоставляют услуги в области ипотеки, однако закон запрещает им продажу страховых полисов. Крупнейшие компании на канадском рынке страховых услуг — Manulife Financial и Fairfax Financial; среди ведущих корпораций, предоставляющих различные услуги финансового характера, также Sun Life Financial, Power Corporation of Canada и Brookfield Asset Management.
Фондовые биржи в Канаде действуют в Торонто, Монреале и Виннипеге. Фондовые биржи Альберты и Ванкувера объединились в 1999 году, образовав Канадскую фондовую биржу венчурного капитала (англ. Canadian Venture Exchange).

### Туризм и рекреационный бизнес
Важную роль в канадской экономике играет индустрия туризма и рекреационных услуг, включая гостинично-ресторанный бизнес. К 1990 году в туристическом бизнесе было занято 5 % канадских работников, а за 2005 год доходы от туризма составили 14 млрд долларов. Страну за этот год посетили 36 миллионов туристов, в том числе 14 миллионов из США; привлекает Канада и туристов из Китая. Основные туристические центры — крупные города (Квебек, Монреаль, Торонто, Ванкувер). Популярны природные объекты — Ниагарский водопад, Колумбийское ледниковое поле в Скалистых горах, национальные парки и озёра.

### Транспорт и связь
На больших необжитых пространствах Канады транспортное сообщение не развито, но регионы со значительным населением покрывает плотная сеть дорог. Самая длинная дорога Канады — Трансканадское шоссе — соединяет все десять провинций и протянулось на 7821 км от Сент-Джонса на Ньюфаундленде до Виктории (Британская Колумбия). Общая длина автодорог в начале XXI века превышала 1,4 млн км. В распоряжении канадцев многочисленные частные транспортные средства (в среднем 1 автомобиль приходится менее чем на 2 жителей страны).

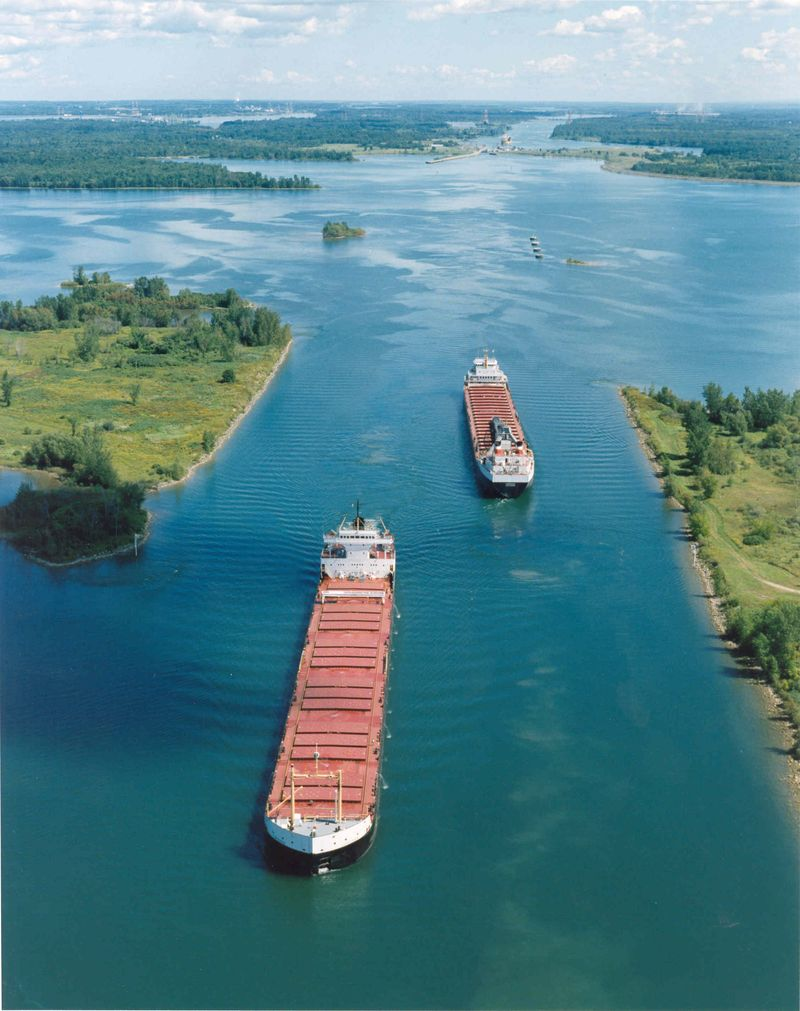
Морской путь Святого Лаврентия

Длина железнодорожного полотна на душу населения в Канаде одна из самых высоких в мире. В основном железные дороги сосредоточены на юге страны, но отдельные региональные ветки достигают на севере Черчилла на Гудзоновом заливе, Мусони на заливе Джеймс и Шеффервилла в центральной части полуострова Лабрадор. Большинство железных дорог используются трансконтинентальными транспортными компаниями — Canadian National Railway (приватизирована в 1995 году) и Canadian Pacific Railway (акционерное общество). Железнодорожный транспорт занят по большей части грузовыми перевозками, в то время как объём пассажирских железнодорожных перевозок снижается. Ими в основном занимается созданная в 1977 году коронная корпорация VIA Rail; кроме того, действуют региональные пассажирские железнодорожные системы в крупных городских агломерациях Торонто (GO Transit, с 1967 года), Монреаля (1984) и Ванкувера (1995).
Внутренние водные перевозки осуществляются прежде всего по морскому пути Святого Лаврентия — системе естественных водоёмов и каналов длиной 3769 км, соединяющей залив Святого Лаврентия с верховьями озера Верхнее. В приморских районах развита паромная связь. Морским путём в основном осуществляется снабжение отдалённых поселений Канадской Арктики. Большинство грузовых и пассажирских воздушных перевозок внутри страны выполняют авиакомпания Air Canada и аффилированные с нею местные компании. Ряд компаний меньшего размера обслуживают местные авиалинии, в том числе выполняя рейсы в отдалённые регионы, недоступные для прочих транспортных средств. Крупнейший аэропорт страны — Международный аэропорт имени Пирсона в Торонто — принимает ⅓ авиационного пассажиропотока Канады и ⅔ перевозимых воздушным путём грузов. Ещё два крупных аэропорта (Международный аэропорт имени Пьера Эллиота Трюдо и грузовой и чартерный Мирабель) действуют в Монреале.
Около 40 % грузооборота Канады приходится на трубопроводный транспорт, в том числе более четверти — на газопроводный. В начале XXI века общая длина трубопроводов на территории Канады превышала 360 тыс. км (из них 27 % — магистральные). Сеть трубопроводов управляется государством.
В Канаде одно из самых высоких в мире количество телефонов на душу населения. Практически в каждом домохозяйстве страны есть как минимум один телефон. В Канаде также один из самых высоких в мире процент пользователей Интернета. Эти обстоятельства способствуют развитию сектора высоких технологий в стране, в основном сконцентрированного в долине Оттавы; Канада является мировым лидером по применению оптоволоконной связи. Рынок телекоммуникаций, первоначально контролировавшийся тремя крупными частными компаниями, стал более конкурентным начиная с 1980-х годов. Конкуренция на рынке спутниковой связи началась с 2000 года, когда была ликвидирована монополия корпорации Telesat.

### Внешняя торговля
В 2020 году Канада занимала 12-е место в мире по объёму экспорта и 11-е по объёму импорта. В конце 2021 и начале 2022 года общая месячная стоимость канадского импорта колебалась между 54,1 и 61,1 млрд долларов, экспорта — между 57 и 63,6 млрд долларов, общий торговый профицит страны составлял 2,5 млрд долларов в 4-м квартале 2021 года и 9 млрд долларов в 1-м квартале 2022 года.
Канада является одной из немногих промышленно развитых стран, являющихся чистыми экспортёрами энергоносителей. Сырая нефть в 2020 году была главным компонентом канадского экспорта (около 13 % от общей стоимости). Значительные доли экспорта составляли готовые автомобили, автомобильные детали, золото и пиломатериалы. Канада — мировой лидер по экспорту пиломатериалов, алюминия, калийных удобрений, рапса и сухих бобовых. Первые места в импорте занимали также автомобили (в том числе грузовые) и автомобильные детали, вещательная аппаратура и золото.

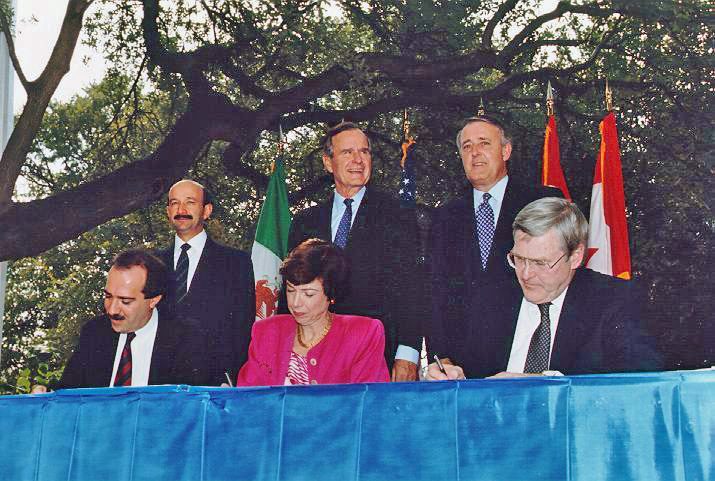
Представители США, Канады и Мексики подписывают соглашение НАФТА, 1992 год

Основным торговым партнёром Канады являются США. После ряда неудачных переговоров с этой страной о создании зоны свободной торговли прогресс был достигнут в 1965 году, когда Канадско-американский автомобильный договор отменил импортные пошлины на продукцию автомобильной промышленности. Благодаря этому Канада начала производить большое количество автомобилей на продажу в США. В 1987 году было подписано Канадско-американское соглашение о свободной торговле, в 1993 году преобразованное в трёхстороннее (с Мексикой) соглашение о Североамериканской зоне свободной торговли. По состоянию на 2017 год американо-канадские торговые отношения были самыми всеобъемлющими в мире, общая стоимость товаров и услуг в их рамках составляла 680 млрд долларов США в год, а двусторонних инвестиций в ценные бумаги — 800 млрд долларов. Более 3/4 всех товаров, экспортируемых из Канады, направляются в США.
Ещё одним важным партнёром Канады исторически была Великобритания. Бывшая колония поставляла на Британские острова больше товаров, чем получала. Спад в объёмах торговли на этом направлении наступил после Второй мировой войны, и к концу XX века вторым по объёмам торговли партнёром Канады стала Япония, а к концу второго десятилетия следующего века — Китай. Великобритания также остаётся в пятёрке основных торговых партнёров Канады наряду с Европейским Союзом и Мексикой. С 1947 года Канада активно участвовала в Генеральном соглашении по тарифам и торговле (GATT), способствовавшем ослаблению препон для свободной торговли между странами мира.

## Общество и культура
Канада традиционно получает высокий балл в комплексной оценке общественного развития, известной как Индекс человеческого развития. Общая оценка страны выросла с 0,85 из 1 в 1990 году до 0,929 в 2019 году. В мировом рейтинге по этому показателю в 2019 году Канада занимала 16-е место (а на протяжении 2010-х годов неоднократно входила в первую десятку). Эта оценка может быть ниже, если принимать во внимание социальное и половое неравенство, а также оценку «планетарных нагрузок».

### Образование
С момента образования Канады в 1867 году провинции и территории сами определяют свою политику в области образования. Провинции финансируют школьное образование и частично высшее образование, а федеральное правительство выделяет средства на образование на территориях и специальные образовательные программы (в том числе в рамках вооружённых сил и исправительных учреждений) и участвует в финансировании провинциального высшего образования.
Среднее образование в Канаде включает 12 лет учёбы в школе (из которых первые 8 считаются начальным образованием) и, в зависимости от провинции, 1 или 2 года в детском саду. 92 % канадцев в возрасте 25—64 лет окончили среднюю школу или её эквивалент, что значительно выше среднего показателя по странам ОЭСР (79 %). Относительное равенство возможностей для получения среднего образования обеспечивает средний высокий уровень канадских учащихся, по результатам международных тестов PISA в 2010-е годы показывавших одни из лучших результатов в мире по чтению, математике и естественным наукам.
Высшее образование в Канаде традиционно предоставляли университеты, первые из которых были основаны ещё в XVII—XVIII веках. Со временем, однако, у канадцев появилась возможность продолжить образование по окончании школы и в учебных заведениях других типов — колледжах и институтах. В общей сложности в Канаде насчитывается свыше 70 образовательных учреждений, окончание которых сопровождается получением академической степени; крупнейшими по количеству студентов являются Университет Квебека, располагающий сетью городских отделений, и Торонтский университет. Помимо них, существует свыше 200 общественных колледжей, позволяющих получить профессиональное образование. В некоторых из таких колледжей одновременно учатся более 50 тысяч студентов, а на их основе действуют научно-исследовательские институты. Охват системы высшего образования в Канаде один из самых высоких в мире: уже в конце XX века в университетах и колледжах Канады ежегодно учились около миллиона студентов на дневном отделении и 250 тысяч в режиме частичной нагрузки. В 2018 году Канада занимала 1-е место среди стран ОЭСР по проценту населения с послешкольным образованием: 56 % жителей страны в возрасте 25—64 лет имели академическую степень или окончили профессиональный курс в рамках послешкольного образовательного учреждения. В Шанхайском рейтинге университетов мира за 2021 год 4 канадских университета (Торонтский, Британской Колумбии, Макгиллский и Макмастерский) входили в первую сотню лучших вузов в мире, а 20 — в число первых 500.

### Наука

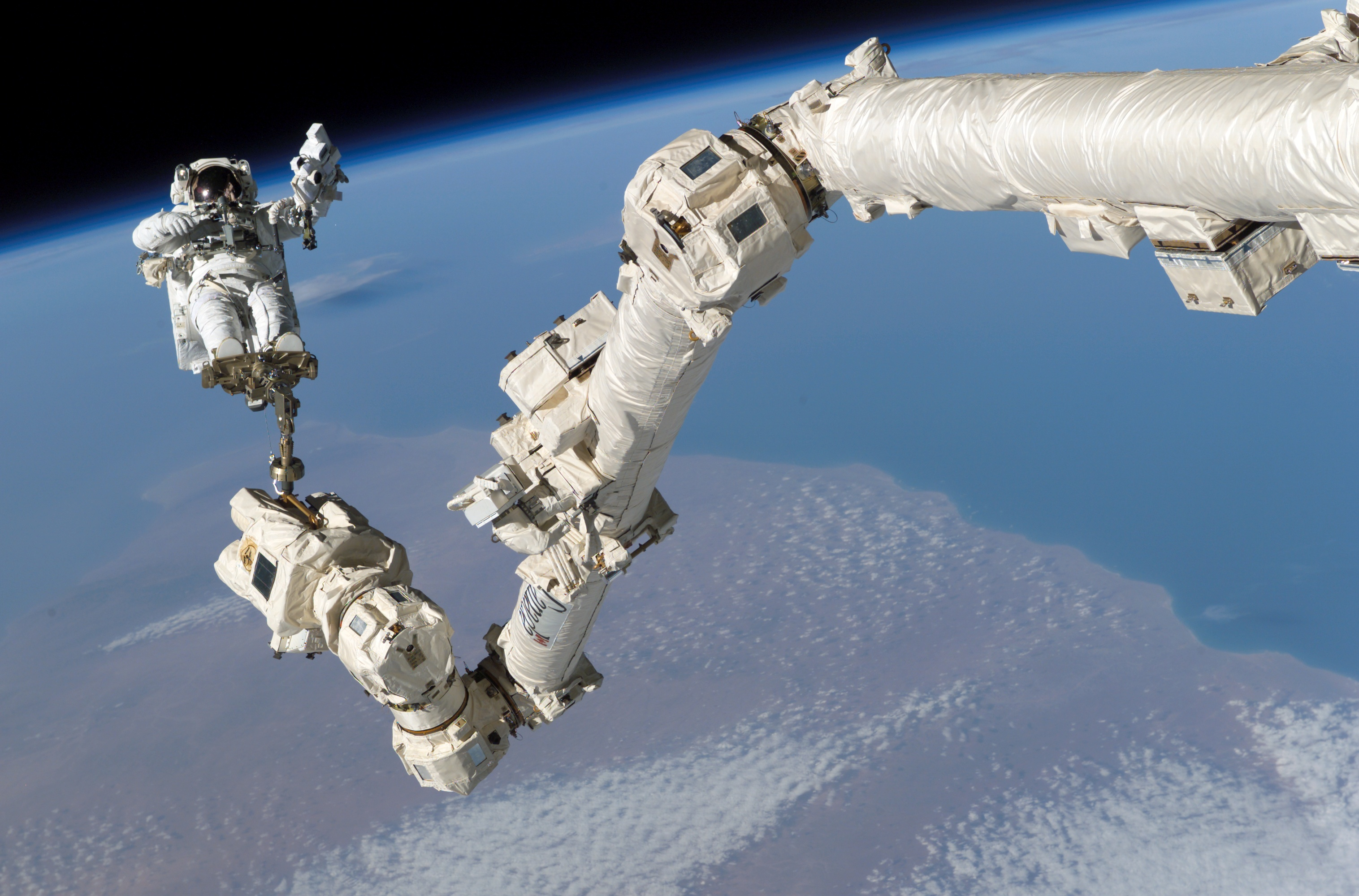
«Канадарм2» — вклад Канадского космического агентства в конструкцию МКС

Старейшие из научных обществ Канады возникли в Нижней Канаде в 1820-е годы, а первый научный журнал в стране, Canadian Naturalist and Geologist, начал выходить в 1856 году. Королевское общество Канады — организация, объединяющая ведущих учёных страны вне зависимости от сферы знаний, — основано в 1882 году. С 1920-х годов формируются ассоциации профессиональных исследователей, первой и наиболее влиятельной среди которых стал Канадский химический институт.
Среди наиболее развитых в Канаде областей знаний — науки о Земле, химия, лесоводство и агрономия. Все они имеют ярко выраженную практическую направленность, хотя имеются достижения и в теоретической науке (примером может служить вклад Дж. Т. Вильсона в теорию тектоники плит). Заметных успехов добились канадские медики, стоявшие у истоков создания инсулина, вакцины полиомиелита и электрокардиостимулятора. Канадские химики внесли значительный вклад в разработку новых лекарственных средств, биомедицину и генетические исследования, работу над металлами и сплавами в рамках национальных и международных исследовательских институтов. Канадские агрономы известны успехами в селекции тритикале и расширении области использования канолы (рапса), а также разработкой методов борьбы с вредителями сельского хозяйства.

### Здравоохранение
В Канаде действует национальная система медицинского страхования. Её задача состоит в том, чтобы обеспечить каждого жителя страны доступом к медицинскому (в том числе больничному) обслуживанию. Стоимость этого обслуживания оплачивается из общих налогов либо специальных обязательных взносов в программы медицинского страхования. Система национального здравоохранения покрывает стоимость больничных услуг с 1957 года и работу врачей с 1966 года. Хотя сама программа является федеральной, нюансы её реализации остаются в ведении отдельных провинций (например, стоматологические услуги входят в оплаченную корзину здравоохранения лишь в некоторых провинциях и не для всех категорий населения), а расходы на её содержание разделены между провинциями и федеральным правительством.
Поскольку оплачиваемые государством медицинские услуги по умолчанию доступны всем жителям страны, рост и старение населения ведут к увеличению доли расходов на здравоохранение в бюджете. Этот процесс провинции вынуждены компенсировать либо сокращением корзины услуг, либо увеличением обязательных взносов в страховые программы. Так, в 1990-е годы закрылись некоторые больницы, а доля собственного участия больных в оплате лекарств возросла. Канадская медицинская ассоциация заявляет, что финансирование здравоохранения государством недостаточно и что это приводит к переполнению больниц и долгим очередям на несрочные операции. Оплачиваемый государством пакет медицинских услуг многие граждане дополняют с помощью частного медицинского страхования. Кроме того, услуги врачей доступны не в равной степени в разных регионах: в сельской местности и отдалённых географических районах доступ к врачебной помощи часто проблематичен. Общие расходы на здравоохранение в Канаде во втором десятилетии XXI века колебались между 10,2 % и 11 % ВВП.
Наиболее частая причина смерти в Канаде — рак. Широко распространены ишемическая болезнь сердца (2,3 млн больных в 2011/12 году), хроническая обструктивная болезнь лёгких (2 млн) и инсульты (700 тысяч канадцев жили с последствиями инсульта в 2011/12 году). В Канаде зафиксирован один из самых высоких среди стран ОЭСР процентов людей, страдающих от ожирения. Развитию хронических болезней способствуют нехватка физической активности, нездоровое питание и курение.

### Религия

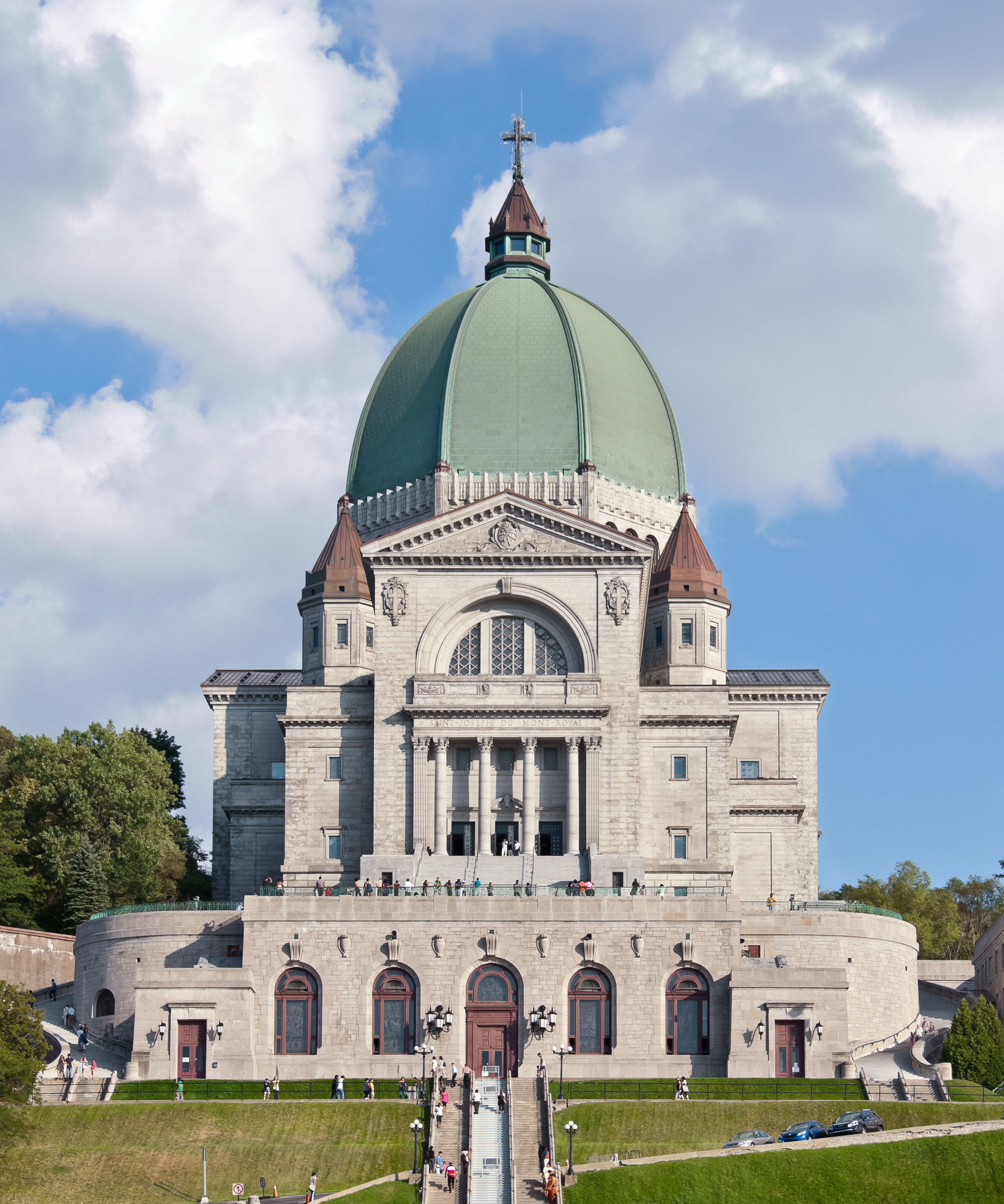
Католический Ораторий Святого Иосифа, Монреаль

По состоянию на начало 2010-х годов более 3/4 населения Канады заявляли о принадлежности к организованному религиозному сообществу. Наиболее распространены были католицизм (около 40 % населения в целом по стране, около 80 % в Квебеке и больше 50 % в Нью-Брансуике) и протестантизм (около 20 %). Среди различных протестантских деноминаций по количеству прихожан лидировали Объединённая церковь Канады, Англиканская церковь Канады и лютеранство. Этническое разнообразие Канады как страны с большим количеством иммигрантов и их потомков отражается и на религиозном разнообразии: в конце XX века в составе населения резко возросла доля мусульман, индусов, сикхов и буддистов. В начале 2010-х годов в стране насчитывалось более миллиона мусульман (3,2 % населения), среди которых большинство составляют сунниты. Две трети канадских мусульман проживают в трёх больших городах — Торонто, Монреале и Ванкувере.

### Культурная политика
Из-за близости к США канадская культура испытывает сильное влияние американской. В конце 1950-х годов Королевская комиссия по национальному развитию искусств, литературы и науки (известная как комиссия Мэсси) предупреждала, что канадская культура становится «невидимой» и неотличимой от культуры США вследствие многолетнего «американского вторжения в кино, радио и прессу». По следам отчёта комиссии правительство Канады выработало рекомендации для средств массовой информации по популяризации «канадского информационного продукта», в том числе книг, телевизионных программ и журналов. Усилия по пропаганде канадского культурного продукта позволили сохранить особую, отличную от американской культурную жизнь.
На федеральном и провинциальном уровне в Канаде действуют многочисленные советы, консультативные группы и фонды, занимающиеся поддержкой искусства. В частности, в 1957 году создан Совет Канады по искусству, часть финансирования получающий от федерального правительства, а часть в виде пожертвований. Федеральные ведомства в области культурной политики включают Министерство наследия Канады, Канадскую вещательную корпорацию (CBC) и Национальное управление кинематографии. В основанной в 1953 году Национальной библиотеке Канады хранятся копии всех книг, когда-либо изданных в стране.

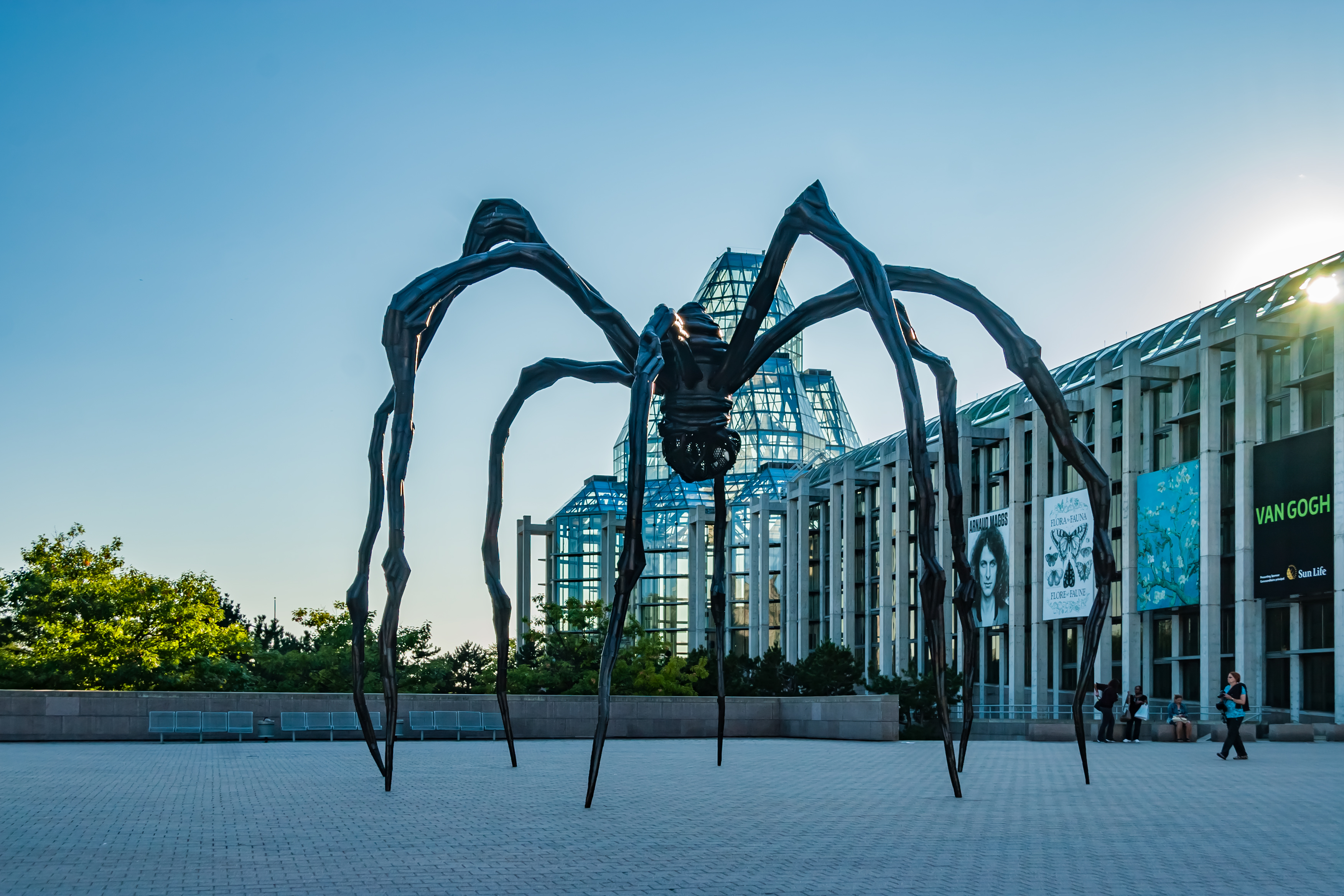
Скульптура «Мама» у входа в Национальную галерею Канады

В Канаде насчитывается более 2000 музеев и исторических парков. Важнейший художественный музей — Национальная галерея Канады в Оттаве, большими публичными собраниями располагают города Торонто, Монреаль и Ванкувер, а также Торонтский университет. В Торонто находится крупнейший в Канаде музей широкого профиля — Королевский музей Онтарио. Среди тематических музеев выделяются Канадский военный музей в Оттаве, музей антропологии Университета Британской Колумбии, археологические и этнографические музеи Ньюфаундленда и Лабрадора, Монреаля и Виннипега, а также Морской музей Атлантики в Галифаксе. Крупнейшим историческим памятником Канады является реконструированная крепость Луисбург на острове Кейп-Бретон (Новая Шотландия).

### Канадский мультикультурализм

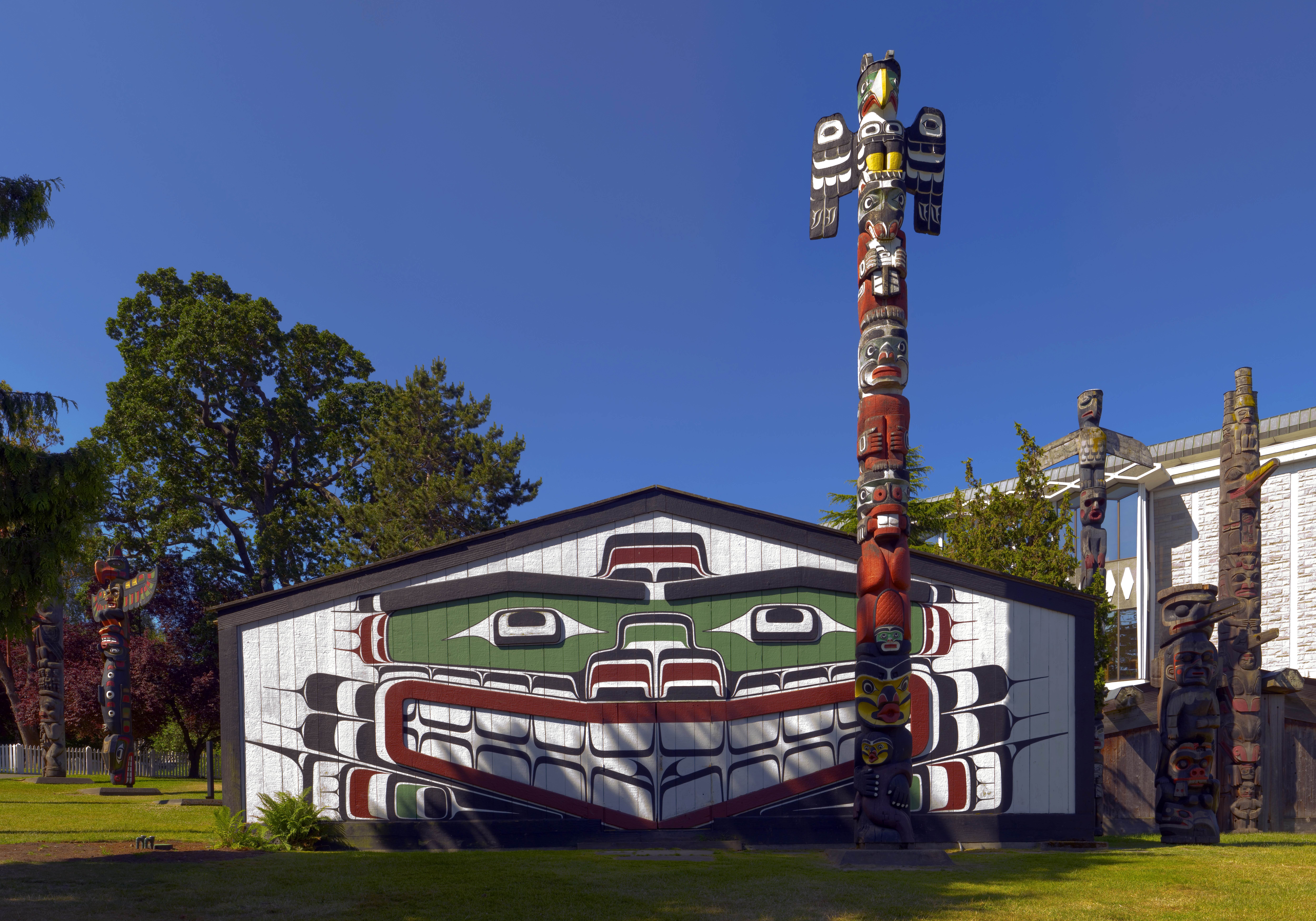
Тотемный столб и традиционный длинный дом Кваквака’вакв, Виктория (Британская Колумбия)

На территории Канады проживают представители многочисленных этнических групп и носители разных языков. На протяжении её истории доминирующим было влияние британской, французской и американской культур, однако в общий культурный фон проникали и элементы других культур. В 1960-е годы Королевская комиссия по билингвизму и бикультурализму рекомендовала ряд мер, направленных на поддержку французского языка и культуры, но пришла к выводу, что в действительности канадская культура не дихотомна. В 1971 году правительство П. Трюдо официально провозгласило доктрину мультикультурализма, которая акцентирует признание культурных особенностей всех групп населения и их вклад в общий культурный фон страны.
Поначалу политика мультикультурализма носила характер поддержки культурной идентичности этнических меньшинств и сохранения их национальных традиций. В дальнейшем, однако, она стала частью процесса защиты прав меньшинств, в особенности коренных народов Канады, и преодоления дискриминации. У самой концепции мультикультурализма есть как сторонники, так и критики. В частности, писатель Нил Биссундатх утверждает, что эта доктрина наносит ущерб подлинной канадской идентичности, строящейся на взаимодействии английской и французской культур, а поощрение демонстрации этнических отличий порождает «психологию разделения» и препятствует адаптации иммигрантов к мейнстримной культуре.
Тем не менее вклад различных этнических общин в культурный фон Канады проявляется наглядно. Это включает возрождение традиционных искусств коренных народов Канады, развитую южноазиатскую кухню в Торонто и итальянскую в Монреале, а также театральные традиции Китая, укоренившиеся в Ванкувере. Китайские общины Ванкувера и Торонто, инуитский посёлок, Маленькая Ямайка в Торонто становились местами действия современных канадских книг и фильмов. Престижную национальную премию Polaris Music Prize, присуждаемую за лучший канадский альбом года, неоднократно выигрывали представители этнических музыкальных жанров.

### Литература и искусство

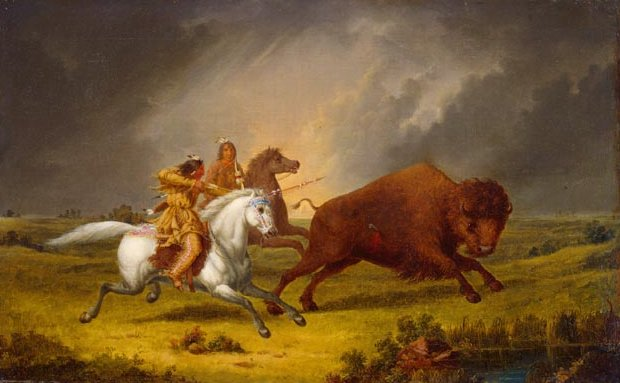
Пол Кейн. Охота ассинибойнов на бизона

### Спорт и развлечения

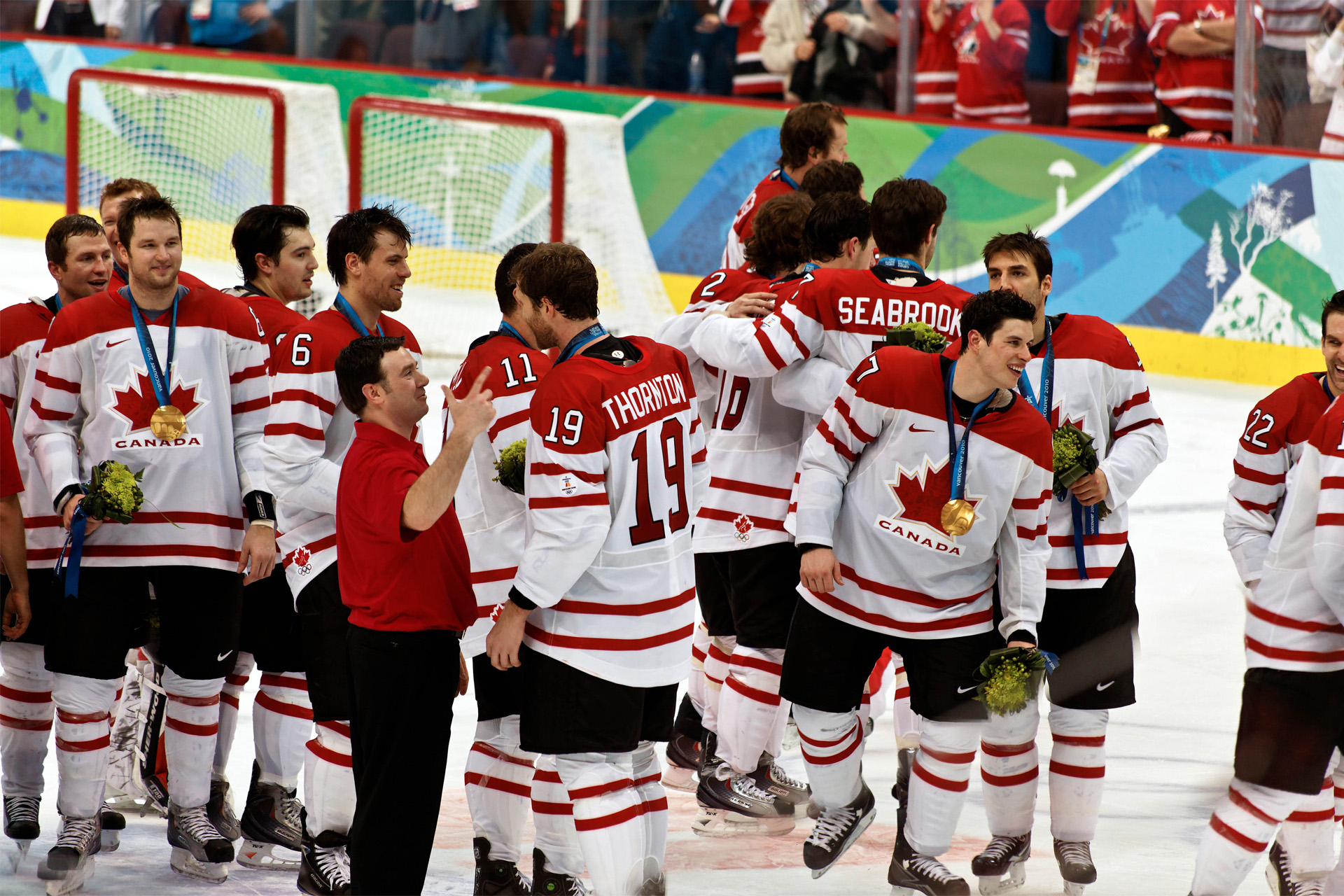
Сборная Канады по хоккею после победы на Олимпиаде 2010 года

## Символы

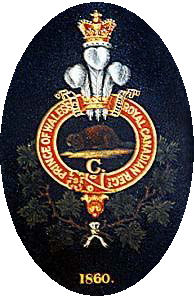
Кокарда 100-го пехотного полка (Королевских канадцев)

Флаг Канады
Канадский королевский штандарт
Флаг генерал-губернатора Канады

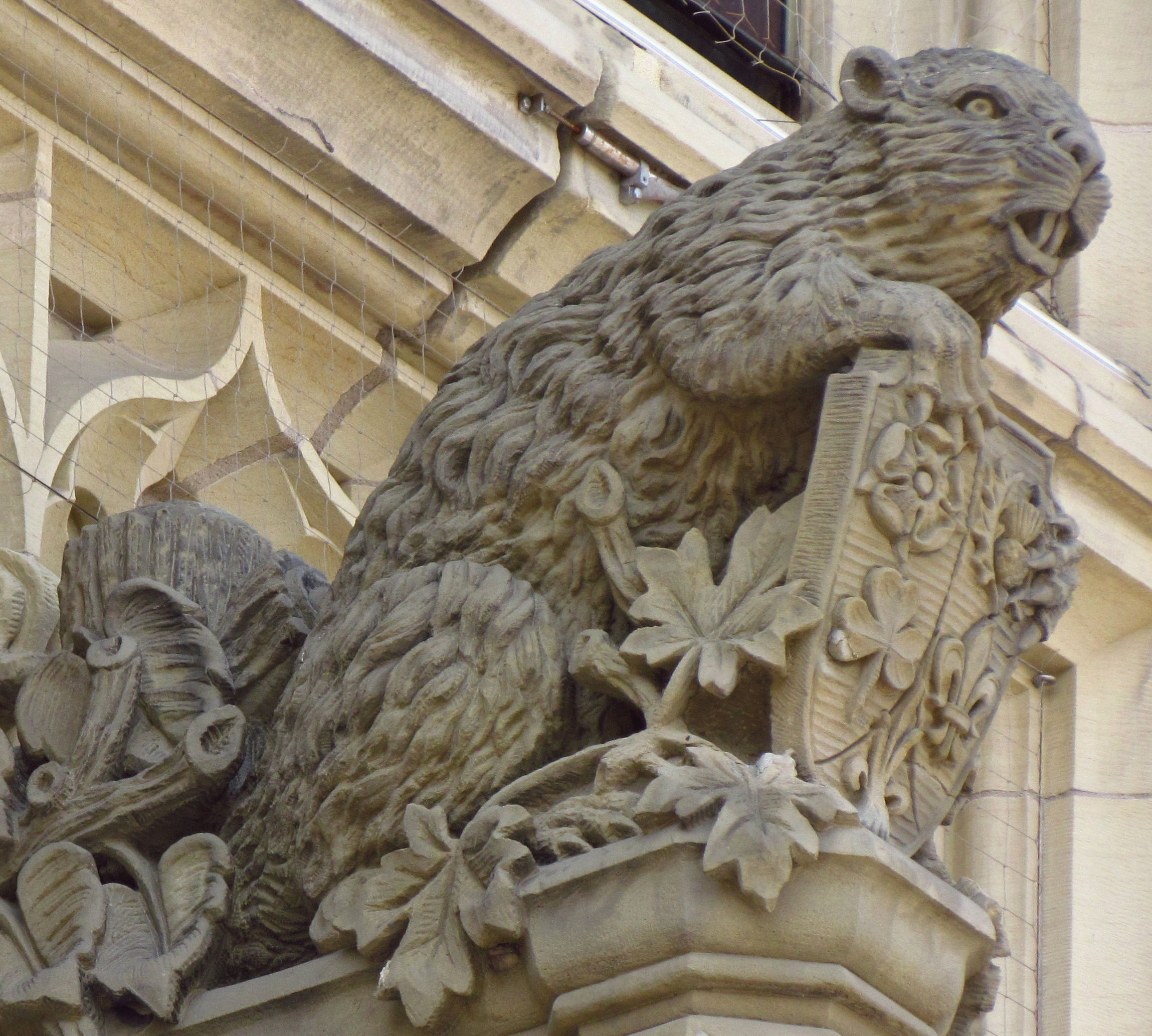
Скульптурное изображение бобра на здании парламента Канады